# Список серий аниме Kyo Kara Maoh!
Kyo Kara Maoh! — экранизация серии ранобэ (коротких романов с иллюстрациями), созданной Томо Такабаяси и иллюстрированной Тэмари Мацумото.

## Список серий аниме

### Сезон 1.
В первой части сериала рассказывается, как японский школьник Юури попадает в параллельный мир, который напоминает Средневековую Германию. Он провозглашается Мао — королём страны «расы демонов» — мадзоку, и его главной миссией является уничтожение непокорных мадзоку людей. Управлять страной, которая называется Син Макоку, ему помогают три сына предыдущей Мао: старший — Гвендель, средний — Конрад, и младший — Вольфрам. А также советник и учитель — Гюнтер.
Юри обретает в этом мире мощную магическую силу, основанную на силах воды. Вначале воспринимая окружающий мир, как парк развлечений, Юри постепенно начинает понимать, что от него зависит многое и решает изменить методы мадзоку — разрешить конфликты, постоянно возникающие между мадзоку и людьми. Ему удается разыскать демонический меч «Моргиф» и демоническую флейту «Матеки». В своих путешествиях по этому миру он встречается с различными людьми и постепенно завоевывает их расположение, привлекает их своим добрым сердцем на сторону мадзоку.
Чтобы окончательно воцарился мир, Юри необходимо найти четыре запретных ларца, которые ранее принадлежали мадзоку, но были утеряны. Каждый ларец содержит огромную разрушительную силу. В руки Юри и его команды попадает два запретных ларца. Про местоположение третьего известно то, что он принадлежит королю Великого Симарона — главного врага Син Макоку.
| 01 | Смытый в другой мир «Nagasarete isekai» (流されて異世界)                                              | 3 апреля 2004 года  |
| Юри Сибуя, 15-летний школьник, вступается за малознакомого мальчика, к которому пристают хулиганы. Юри помнил о мальчике лишь то, что его зовут Мурата и они когда-то учились вместе. Мурата убегает от хулиганов, а те, обозлённые, тащат Сибую в женский туалет, где окунают его голову в унитаз. Неожиданно Юри засасывает внутрь и он переносится в другой мир, который принимает за парк развлечений в стиле Средневековья. Люди, которых он видит, пугаются его и начинают бросать в него камни. Юри на помощь приходит всадник, который успокаивает людей и пробуждает в Сибуе возможность понимать язык этого мира. Неожиданно появляются ещё всадники и нападают на того, кого Юри считал спасителем. Так Сибуя знакомится с Конрадом Веллером, который станет его защитником, а позже и с Гюнтером фон Крайстом, своим будущим учителем и советником. Они сообщают Юри, что он выбран новым 27-м по счёту Мао (королём) Син Макоку — страны мадзоку, «демонов». К своему ужасу он также узнаёт, что теперь его главная миссия — уничтожить людей, которые давно враждуют с мадзоку. | |                     |
| 02 | Дуэль. Красавчик против бейсболиста «Kettou! Bishounen vs yakyuu shounen» (決闘！美少年ＶＳ野球少年)  | 10 апреля 2004 года |
| Конрад и Гюнтер привозят Юри во дворец, где он знакомится с членами семьи Веллера — его старшим братом Гвенделем фон Вольтером, младшим – Вольфрамом фон Бильфельд и их матерью, Сесилией фон Шпицберг, предыдущим Мао. В отличие от Конрада его братья не считают, что Юри сможет быть Мао. Гвендель скептически отнёсся к новому королю, а Вольфрам и вовсе встречает его в штыки. После того как Вольфрам оскорбил мать Юри, тот бьёт его ладонью по левой щеке. К ужасу Сибуи оказывается, что по древним обычаям аристократов-мадзоку это означает официальное предложение руки и сердца, при этом Гюнтер поясняет, что в Син Макоку встречаются однополые пары. Взбешённый Вольфрам вызывает Юри на дуэль. Уступив Сибуе в бою на мечах, Вольфрам решает применить магию. Огненный лев, созданный Бильфельдом, промахивается и вместо Юри нападает на девушку-прислугу. Взбешённый Сибуя неожиданно для всех обретает невероятную магическую силу и создаёт водяных драконов, перед которыми Вольфрам бессилен. Теперь все признают, что Юри действительно Мао. | |                     |
| 03 | Сибуя Юри. Я — Мао! «Shibuya Yuuti! Ore ga maou da» (渋谷有利！俺がマ王だ)                            | 17 апреля 2004      |
| Юри узнает, что Конрад и Гвендель уехали в деревню на границе страны мадзоку и людей. Кто-то ограбил её жителей и поджег их дома. Вольфрам и Юри отправляются за ними. Перед деревней их встречает Адельберт фон Грантц, тот самый всадник, которого Юри увидел вскоре после прибытия в Син Макоку. Он пытается уговорить Юри не становится Мао, потому что он будет лишь марионеткой в мадзоку. Юри отказывается и Адельберт решает его убить, но Сибуе на помощь приходит Конрад. В деревне Юри узнает, что Син Макоку на грани войны с людьми. Он горячо выступает против кровопролития и решает стать Мао, чтобы мирно разрешить конфликты между людьми и мадзоку. Но сейчас главная задача — потушить пожар, зажжённый магией в деревне. Юри, расстроенный тем, что пострадали люди, вновь обретает свою магическую силу и вызывает сильнейший ливень, который тушит пожар. Во время коронации Юри неожиданно переносится на Землю. | |                     |
| 04 | Теперь это абсолютное оружие! «Kondo ha saishuu heiki!?» (今度は最終兵器！？)                         | 24 апреля 2004      |
| Юри вновь попадает в Син Макоку. Он изо всех сил сопротивляется началу войны. Гюнтер вспоминает, что у мадзоку было легендарное оружие — демонический меч «Моргиф», который может сокрушить всё живое. Владеть им может только Мао. Имея такой меч, можно настолько испугать его силой людей, что они не осмелятся нападать на мадзоку. | |                     |
| 05 | Матроска и неразумное дитя «Seeraa fuku to kikanbou» (セーラー服ときかん坊)                           | 01.05.2004          |
| Юри с Конрадом отправляются на поиски Моргифа. Вольфрам едет с ними на правах «жениха» Юри. На их корабль нападают пираты и разозлённый Юри своей магической силой создает наказывает пиратов. На помощь приходит боевой корабль Великого Симарона, самой могущественной в этом мире страны людей. Узнав, что Юри — мадзоку, они бросают его с Конрадом и Вольфрамом в тюремную камеру, из которой их всех спасает Йозак Гурриер, друг детства Веллера, ныне лучший разведчик Син Макоку. | |                     |
| 06 | Макен - людоед. Страх Моргифа?! «Hito kui maken • Morugifu no kyoufu?» (人喰いマ剣・モルギフの恐怖？) | 08.05.2004          |
| Юри, Конрад, Йозак и Вольфрам прибывают на остров Бандарбия страны Кабалькада, где в источнике рядом с вулканом находится Моргиф. Добыв меч, они выясняют, что его необходимо пробудить, для чего необходимы человеческие души. Юри решает попробовать себя в качестве мечника на фестивале, чтобы насытить меч силой. | |                     |
| 07 | Разозлен? Отшит, Макен задействован! «Bousou? Meisou? Maken hatsudou!» (暴走？迷走？マ剣発動！)       | 15.05.2004          |
| На арене Юри встречается с мальчиком Риком, юнгой с того самого корабля на котором Сибуя приплыл на Бандарбию. Оказывается, именно Рик помог пиратам захватить корабль. Теперь его приговорили к смертной казни, а Юри должен его убить. Сибуя всячески уклоняется от схватки, надеясь, что в случае ничьи он и Рик смогут живыми покинуть арену. После того как закончилось время поединка, лучник стреляет в Рика. Трибуны требуют, чтобы Юри добил мальчика и в этот момент от сердечного приступа умирает старик, который наблюдал за схваткой. Его душа поглощается Моргифом, и он обретает свою истинную силу. Люди, напуганные силой меча и узнав в Юри — мадзоку, бегут со стадиона. Сибуя вместе со всеми остальными воспользовался суматохой и спасается на корабле Сесилии, которая случайно оказалась здесь. Возвратившись в Син Макоку, Юри узнает, что среди спасённых им от пиратов пассажиров был Христо Крайф, старший сын правителя Кабалькады. В благодарность за спасение король Кабалькады решил заключить мир с Син Макоку. | |                     |
| 08 | Заговор в лунном свете «Tsukishita no inbou» (月下の陰謀)                                             | 22.05.2004          |
| Стоффель фон Спицберг, старший брат Сесилии, при ней управлявший страной, не может смириться с тем, что его отстранили от регентства при Юри. Его помощник Рейвен сообщает, что уже принял меры в этом направлении. Юри после бейсбольной тренировки, падает в мелкую речушку, через которую переносится в Храм Истинного короля. Ульрике, Истинная Дева (главная жрица) Храма Истинного корол, очень хотела увидеть нового Мао, поэтому Истинный король выполнил её желание и втянул Юри в другой мир. Сибуя приезжает в королевский Замок клятвы на крови, где узнает историю создания этого замка, знакомится с географией Син Макоку. Тем временем в столице неспокойно, какие-то люди в масках нападают на её жителей и тайком проникают в замок. | |                     |
| 09 | Украденное сокровище «Nusumareta hihou» (盗まれた秘宝)                                                | 29.05.2004          |
| Из сокровищницы Мао пропал драгоценный камень-дракон и Юри решает организовать своё собственное расследование. А тем временем Стоффель с помощью Рейвена подготовливает похищение Мао, но их первая попытка провалилась. | |                     |
| 10 | Появление руки демона! «Semari kuru ma no te!» (迫り来るマの手！)                                     | 05.06.2004          |
| Юри, Конрад и Вольфрам, решив, что камень из сокровищницы Мао был похищен людьми Стоффеля, отправляются в город, чтобы найти похитителей. Сибуя и Бильфельд решают самостоятельно провести расследование, но в городе на них нападают люди Стоффеля и похищают Юри. | |                     |
| 11 | Сквозь измерения. Начало войны. «Jigen no mukou de sensou ga hajimaru» (次元のむこうで戦争がはじまる) | 12.06.2004          |
| Юри попадает в замок Стоффеля. Фон Спицберг пытается уговорить Сибую слушаться его, Стоффеля, а не его племянников, о тёмном прошлом которых Юри не знает. Сибуя, возмущённый похищением, отказывается. Йозак, переодевшись служанкой, пробирается в замок и спасает Юри. Армия Син Макоку приближается к замку Стоффеля, чтобы спасти Мао. Не зная, что Юри сбежал, войска фон Спицберга выдвигаются на встречу войскам Гвенделя и Гюнтера. Столкновение кажется неизбежным. Но присутствующий при этом Юри приходит в ярость, в нём просыпаются магические силы и он сметает оба войска. После пленения Стоффеля его замок обыскали, но камня-дракона не нашли. Как оказалось впоследствии его взяла Сесилия, чтобы сделать украшение для себя. | |                     |
| 12 | Цепи любви и судьбы «Ai to shukumei no kusari» (愛と宿命の鎖)                                         | 26.06.2004          |
| В Конаншиасуберера был найден человек, который выдавал себя за Мао. Кроме того, у него, видимо, находится демоническая флейта «Матеки». Самозванца решили казнить, поэтому Юри отправляется на его спасение. Его сопровождает Конрад, Вольфрам и Гвендель вместе с отрядом солдат. Когда-то фон Вольтер руководил поисками «Матеки» и его сопровождал его двоюродный брат — Гейген Хьюбер Бришелла, но он исчез. Юри решает, что тесная привязанность к кузену и надежда найти его заставила Гвенделя отправиться с ними. По дороге они пересекают пустыню, где попадают в ловушку песчаного медведя — панды. Ловушка засасывает Вольфрама, Юри приказывает Конраду помочь брату. Сибуя и Гвендель остаются в одиночестве. Они добираются до города, где их тут же арестовывают и заковывают в кандалы. По городу развешены объявления о розыске пары беглецов, которые по внешнему описанию похожи на Юри и Гвенделя. Им удаётся сбежать. | |                     |
| 13 | Невеста. Юри и Гвендаль «Hanayome to Yuuri to Guwendaru» (花嫁と有利とグウェンダル)                   | 03.07.2004          |
| Гвендель и Юри становятся случайными свидетелями на свадьбе. Сибуя решает произнести речь, выслушав которую невеста вдруг решает убежать с собственной свадьбы вместе с Юри и Гвенделем. Малыш-мадзоку помогает им спрятаться в одном из домов. Девушка, которую зовут Никола, рассказывает Гвенделю и Юри о своей любви к мадзоку, похожему на фон Вольтера. Мадзоку искал флейту, которая может вызывать дождь, а в городе давно засуха, из-за которой пересохли все колодцы. Гвендель понимает, что этот мадзоку его кузен Хьюбер. Хьюбера преследовали, он передал флейту девушке и исчез. Если это настоящая флейта Мао, то Юри, сыграв на ней, сможет вызывать дождь. Но у него ничего не получается. Тем временем их находят солдаты и требуют сдаться. Гвендель и Юри сдаются, тем самым отвлекая внимание солдат и давая возможность девушке сбежать. Вольфрам и Конрад добираются до города. | |                     |
| 14 | Юри на каторге «Yuuri, juuroudousu» (有利、重労働す)                                                  | 10.07.2004          |
| Юри и Гвенделя приводят в Дворец правосудия, где Юри, заподозренного в любовной связи с мадзоку, решают за отправить на рудники по добыче хосёки, магических камней, благодаря которым люди могут заниматься магией, а Гвенделя бросить в тюрьму. Конрад и Вольфрам встречают Никола и мальчика, который ранее спрятал Гвенделю и Юри, а затем помог сбежать Николе. От девушки они узнают, что Юри наверняка отправили на рудники. Конрад и Вольфрам освобождают Гвенделя из тюрьмы. Тем временем, Юри на руднике добывает хосёки и становится свидетелем того, как охранники хотят похоронить ещё живого ребенка одной из женщин, работающих здесь. Он приходит в ярость, вновь обретая свою силу, и создает огромного чудовища из грязи, готового сокрушить всё вокруг. Конрад, Гвендель и Вольфрам успевают добраться на рудник к этому моменту и становятся свидетелями проявления невероятной силы Мао. Понимая, что будет множество жертв, Гвендель останавливает Юри, несмотря на слабость, из-за хосёки, которая подавляет жизненные силы всех чистокровных мадзоку. | |                     |
| 15 | Дождь в пустыне «Sabaku ni furu ame» (砂漠に降る雨)                                                   | 17.07.2004          |
| Испугавшись невероятной силы Мао стражники рудника и часть каторжниц сбежали. Юри решает взять всех оставшихся женщин в Син Макоку. Одна из женщин пытается откопать тело своего умершего ребёнка, но могила оказывается пустой. Выясняется, что 10 лет назад Хьюбер спас ребёнка и отнес его к отцу этой женщины. Мальчик вырос и теперь встретился со своей матерью. Зато в мнимой могиле Юри находит вторую часть флейты «Матеки». Все вместе они отправляются в путь через пустыню, но их преследует стража, а впереди они видят разъярённого песчаного медведя. Юри, сыграв на флейте, вызывает сильный ливень, который задерживает солдат. Затем они обнаруживают, что песчаного медведя приручил Райан, солдат из отряда Конрада. Панда прорывает подземный ход и Юри вместе с остальными благополучно возвращается в Син Макоку. | |                     |
| 16 | Исследовательские записки Мао «Maou torimono kou!» (マ王捕物控！)                                     | 24.07.2004          |
| Из сокровищницы Мао похищают «Масеки» — драгоценный камень, который может чинить сломанные вещи и восстанавливать магическую силу. Юри решает отправиться на его поиски. Когда он вместе с Конрадом, Йозаком и Вольфрамом приходят в город, то становятся свидетелями неприятной сцены — какие-то бандиты угрожают юной девушке. Юри вступается за неё и узнаёт, что девушка нашла «Масеки», потреянный бандитами, и решила с его помощью поправить бедственное положение своей семьи. Но бандиты узнали про камень и потребовали вернуть им его. Юри заверяет её, что теперь всё будет в порядке. Ночью маленького брата девушки похищают бандиты. Юри, Конрад, Вольфрам и Йозак отправляются выручать малыша. Гвендель, узнав об этой истории, послал вместе с Гюнтером подкрепление. Во время боя взбешённый Юри вновь обретает свои силы и наказывает бандитов. Юри дарит «Масеки» девушке и её семье. | |                     |
| 17 | Я снова выхожу замуж «Watashi, saikon shimasu» (私、再婚します)                                       | 28.08.2004          |
| Стоффель приглашает Юри на церемонию по случаю реконструкции своего замка. Ко всеобщему удивлению на тот же день Сесилия назначает свою свадьбу с Рейвеном. Во время праздника песчаный медведь Райана делает огромную яму, в которую все проваливаются. Сесилия встречается под землей с Рейвеном, они вспоминают детство и фон Шпицберг решает не выходить замуж, а стать сторонницей свободной любви. | |                     |
| 18 | Ради любви «Sono ai no tame ni» (その愛のために)                                                      | 04.09.2004          |
| Юри не нравится, что Вольфрам всё время спит в его постели и решает найти другую комнату для своего «жениха». Во время поисков он узнаёт про дом на территории замка, в котором по слухам живут чудовищи. Юри и Вольфрам, движимые любопытством отправляются туда. Исследуя одну из комнат дома, они проваливаются и попадают в подвал, где висят коконы. Из коконов вылупляются мишкопчёлы — редкий вид животных Син Макоку, которые находятся под охраной. | |                     |
| 19 | Герой против Мао. Часть 1. «Yuusha vs maou mae hen» (勇者ＶＳマ王 前編)                               | 11.09.2004          |
| Юри изъявляет желание увидеть драконов. Драконы — это редкий вид животных, которые живут в горных лесах Син Макоку и охраняются государством. В сопровождении Конрада, Гюнтера и Вольфрама Юри добирается до леса, где живут драконы. Туда же приходят браконьеры вместе с Альфордом, воином, у которого есть священный меч, подходящий для убийства дракона. Встретив в лесу Мао, Альфорд решает его убить, считая источником всего зла в этом мире, но был обезоружен и связан. | |                     |
| 20 | Герой против Мао. Часть 2. «Yuusha vs maou go hen» (勇者ＶＳマ王 後編)                                | 18.09.2004          |
| Альфорд рассказал, что согласился убить дракона, так как его сердце нужно для исцеления больного ребёнка. Ему объясняют, что это всего лишь суеверие. Зато когти и зубы дракона можно продать за хорошие деньги — ради этого его позвали на охоту. Юри вникает в печальную историю Альфорда и решает его освободить от пут. Тем временем браконьеры решают поохотиться на Мао. Для этого они хотят заманить дракона в деревню, чтобы он устроил там переполох. Юри с малышом-драконом на руках, Конрад, Гюнтер, Вольфрам и Альфорд приходят в деревню и начинают спасать её жителей от дракона. Альфорд встречает Вильму, предводительницу браконьеров, которая признается ему, что дракон им был нужен только, чтобы получить деньги. Но теперь они решили схватить Мао. за которого любой человеческий король заплатит денег столько, сколько им хватит на всю оставшуюся жизнь. Альфорд, проникшийся доверием и симпатией к Юри, встаёт на сторону Мао. Бандиты всё же берут в плен Юри, полагая, что он не может использовать свою магическую силу. Но Сибуя, разозлившись, вновь обретает силу короля демонов и ловит бандитов в деревянную клетку. Альфорд, пытаясь остановить погром деревни, вначале решает убить дракона, но потом помогает ему найти своего малыша. Вернув дитя, дракон успокаивается. Альфорд узнает в Конраде того самого мечника, с которым 30 лет назад не смог справиться его отец Гилберт.                                                    | |                     |
| 21 | Опасный посетитель «Kiken na houmonsha» (危険な訪問者)                                                | 25.09.2004          |
| В Замок клятвы на крови приходит девочка, которая говорит, что она внебрачная дочь Мао. Этому никто не верит, но Юри всё же решает встретиться с ней. Как только девочка видит Мао, она тут же пытается его убить. В результате Юри только повредил ногу и теперь решает отправиться на воды, чтобы её подлечить. С ним едут Конрад, Вольфрам и неудавшаяся убийца Сибуи. В пути Юри пытается поговорить с девочкой, но узнаёт только, что её зовут Грета. Прибыв на курорт, Юри, Конрад, Вольфрам и Грета около казино видят, как посетитель игорного заведения, уверенный, что его обчистили, нападает на хозяин этого казино, но телохранитель в маске выбивает у него из рук кинжал. Этот человек в маске оказывается знаком и Грете, и Конраду. Ночью Веллер уходит в город. Грета тоже пытается ускользнуть. | |                     |
| 22 | Человек судьбы «Unmei no otoko» (運命の男)                                                            | 02.10.2004          |
| Юри и Грета становятся свидетелем того, как бандиты пристают к юной девушке. Сибуя вмешивается, девушка убегает, а бандиты устремляются в погоню за Юри и Гретой. При помощи девушки им удаётся убежать, но всё же позже их настигают бандиты. Схватив всех троих, они бросают их в подвал. Там же оказывается вторая девушка, Нина. Узнав, что Юри — мадзоку, Нина пугается и начинает громко кричать. На крик прибегает один из бандитов, которого удаётся сбить с ног. Идзура, Грета и Юри пытаются сбежать. Им на помощь приходит давний знакомый Сибуи, Христо Крайф. Вскоре они встречаются с Конрадом и Вольфрамом. Все вместе они отправляются к Луи Винону — хозяину игорных заведений в городе и поговорить с ним на тему его незаконного бизнеса. В кабинете у Винона они вновь встречают его телохранителя в маске, который нападает на Юри. Конрад ранил нападавшего, при это с него слетает маска. Конрад узнает в нём Гейгена Хьюбера — кузена Гвенделя. | |                     |
| 23 | Зажигательная гонка «Honoo no reesu» (炎のレース)                                                     | 09.10.2004          |
| Хьюбера переносят в гостиницу, где остановился Юри и его товарищи. Грета рассказывает им, что Хьюбер был единственным, кто общался с ней, когда она жила в замке со своими родителями. Она же и помогла ему сбежать из тюрьмы. На прощанье он сказал ей, что будет искать свою смерть, потому что совершил ужасный поступок, за который ему нет прощения. Хозяин казино соглашается дать свободу девушкам, если Юри и его друзья примут участие в гонке редких животных. Гонка состоялась между адско-райской гоалой и пандой Райана. Адско-райская гоала добродушна, когда сидит на дереве, но превращается в ужасное чудовище, если её согнать с ветки. Вначале гоала гналась за пандой, но увидев ветку — вцепилась в неё и успокоилась. Но хозяин казино предусмотрел и это — по его команде в казино начался пожар. Юри, разозлённый коварством Луи Винона, превратился в короля демонов и потушил пожар. Нину, надышавшуюся дымом, он оживляет своей лечебной магической силой. Хьюбера решают перевезти в Син Макоку. | |                     |
| 24 | Человек, которому нет прощенья «Yurusarezaru mono» (許されざる者)                                     | 16.10.2004          |
| Хьюбера привозят в Син Макоку. Юри с удивлением видит с какой неприязнью Гвендель встречает своего кузена и как напряжён Конрад. Целительница Гизелла фон Крайст, приёмная дочь Гюнтера, рассказывает Юри, что 20 лет назад во время войны между мадзоку и людьми гордыня и расизм Хьюбера привели к многочисленным жертвам, одной из которых стала целительница Сюзанна-Джулия фон Винкотт, которая была очень дорога Конраду. Именно Хьюбер, ненавидевший людей и с подозрением относившейся к тем, кто был рожден в союзе мадзоку и человека, убедил Стоффелля, в то время регента при 26-й Мао, что среди нечистокровных мадзоку есть предатели. Чтобы защитить свою честь и доказать свою преданность Син Макоку, Конрад вызвался добровольцем на самую опасный участок фронта. В битве при Рутенберге, победа в которой спасла страну, Веллер был тяжело ранён, заслужив за свои мужество и храбрость прозвище «Рутенбергский лев». После этого Хьюбер решил одержать победу более грандиозную, чем Конрад. Необдуманно ввязавшись в бой его армия обнажила границы столицы — на неё неожиданно напали. Мадзоку отразили нападавших, понеся большие потери. Сюзанна-Джулия истратила всю свою ма́дзюцу (магическая энергия мадзоку) на исцеление раненых и умерла. Именно после этого Хьюбера послали на поиски флейты «Матеки», де-факто выслав из страны. После услышанного Юри не спится, он гуляет по дворцу и встречает Конрада. Неожиданно на них нападает Хьюбер. | |                     |
| 25 | Прошлое и будущее «Kako to mirai» (過去と未来)                                                        | 23.10.2004          |
| Конрад справился с Хьюбером, не до конца оправившимся от раны. Гвендаль, узнав о новом проступке кузена, приходит в ярость и решает наконец убить Хьюбера, но Никола заслоняет любимого от меча и уводит его на самый верх, на балкон одной из башень замка. Гвендель решает в бою разделаться со своим кузеном. Во время поединка Хьюбер падает за ограждение балкона, но его спасает один из летающих демонов-скелетов. Юри пытается убедить простить Хьюбера — наказанием для него были поиски флейты «Матеки», но раз он нашёл эту флейту, то тем самым уже искупил свою вину. Гвендель, не сразу, но соглашается. И тут начинаются роды у Николы. Юри решает удочерить Грету, благо они уже успели привязаться к друг другу. | |                     |
| 26 | В конце жизни «Meguru inochi no hate de» (巡る命の果てで)                                             | 30.10.2004          |
| Юри опять вернулся на Землю. В Син Макоку его помнят и ждут. Конрад предаётся воспоминаниям о своём посещении Земли. После смерти Сюзанны-Джулии Ульрике сообщила Веллеру, что Истинный король выбрал следующего Мао и душу для него. Новый Мао родится в другом мире, а Конрад должен будет перенести в него душу, которую доверил ему Истинный король. Эта душа принадлежала Сюзанне-Джулии, которая перед своей смертью согласилась с этим решением Истинного короля. У неё было только одно желание — чтобы именно Конрад перенес её душу в будущего Мао. Веллер отправляется на Землю и встречается там с доктором Родригесом, Мао Земли и отцом будущего Мао. Позже именно он помогает матери Юри попасть в роддом. Грета прерывает воспоминания Конрада и зовёт его проводить Николу и Хьюбера — они уезжают в замок семьи Бришеллы. Перед отъездом Хьюбер сообщает Гвенделю, что когда он был в Суберере, то видел там запретный ларец. Его левым глазом этот ларец хотели открыть, но из этого ничего не вышло. | |                     |
| 27 | Рука Конрада «Konraddo no ude» (コンラッドの腕)                                                       | 06.11.2004          |
| Юри и Мурата подрабатывают летом на морском побережье. Одна из девушек просит их выловить из моря её купальник. Юри прыгает в воду, его затягивает в водоворот и переносит в Син Макоку, где он встречает Конрада, Гюнтера и Грету. Веллер сообщает Сибуе, что ему надо немедленно вернуться на Землю, так как место куда перенёсся Юри очень опасно. Гюнтер и Конрад собираются увезти Юри в Замок клятвы на крови, но фон Крайста тяжело ранят. Юри и Грета скрываются в храме неподалёку. Через мгновение туда врываются люди в масках. Их встречает Конрад, но нападавших слишком много — на глазах Юри они отрубают Веллеру левую руку. Сам юноша по велению Конрада завершает обряд переноса, но вместо Землюи попадает на южный берег Калории — страны, которая граничит с Малым Симароном. Там он встречает Мурату. Юри с удивлением обнаруживает, что Кен понимает язык этого мира. Но тот вместо объяснений, предлагает зайти во дворец местного феодала — Нормана Гилбитта. Охрана пропускает их, увидев на шее у Юри кулон с гербом Винкоттов. Тем временем Гвендель и Вольфрам вместе с солдатами обыскивают сгоревший храм, в котором произошла стычка с врагами. Они не находят тела Юри и надеются, что он спасся. | |                     |
| 28 | Ужасное воссоединение «Kyouaku na saikai» (凶悪な再会)                                                | 13.11.2004          |
| Юри и Мурату принимают в доме Винкоттов как желанных гостей. К их удивлению, хозяин дома появляется в плаще и маске, а вместо него говорит слуга. В дом врываются Максин, посланец Саралеги — короля Малого Симарона, и Адельберт фон Грантц. Максин требует от Гилбитта сказать, кому он продал яд Винкоттов. Максин, не получив ответа, срывает с него маску. Под ней обнаруживается женщина. Как выяснилось, Гилбитт погиб 3 года назад. Тогда его жена, Флурин и надела маску, чтобы выдать себя за своего мужа, потому что женщина не могла стать главой дома. Услышав шум около дома и поняв, что пришли солдаты Великого Симарона, Адельберт и Максин сбегают. Солдаты Великого Симарона врываются в зал и Юри видит в их руках оружие, то же самое какое он видел в руках нападавших в храме, когда его и Грету защищал Конрад. Сибуя приходит в ярость, обретает свою магическую силу и сметает всех врагов. Йозак, тайно действующий в Калории, встретив Юри и Мурату отсылает Гвенделю письмо с почтовым голубем. Вольфрам узнает от Ульрике, что Юри в Малом Симароне. Он собирается отправиться туда, но Гвендель не пускает его. Вольфрам всё равно тайно уезжает вместе с Гизеллой, которая как раз собиралась на границу Малого Симарона. | |                     |
| 29 | Волнующий пролог «Senritsu no joshou» (戦慄の序章)                                                    | 20.11.2004          |
| Максин показывает Адельберту запретный ларец, который удалось найти Малому Симарону. Всего есть 4 таких ларца, содержащих ужасную силу, которая может разрушить весь мир. Для управления ларцом нужен яд Винкоттов. Флурин освобождает Юри и Мурату из тюрьмы. Втроём они отправляются в Великий Симарон на одном судне с военнопленными. Когда они подплывают к берегам Великого Симарона на их судно нападает корабль Малого Симарона. Юри, Мурата и Флурин прыгают в воду. Рядом с ними оказывается Йозак, который тайно следовал за Юри и Муратой и сообщал Гвенделю об их местонахождении. Втроём они приплывают к берегу и Йозак уходит искает еду. Возвращается он с солдатами Малого Симарона. Юри, Мурата, Флурин и Йозак оказываются в плену у Максина. | |                     |
| 30 | Запретный ларец «Kinjirareta hako» (禁じられた箱)                                                     | 27.11.2004          |
| Максин показал Флурин и Юри запретный ларец. Ещё один ларец есть у Великого Симарона. Но теперь Малый Симарон может потягаться с Великим Симароном. Максин сообщает Флурин и Юри, что собирается испытать ларец на пленных. Мурата предлагает Йозаку спасти Юри. Йозак освобождается от кандалов, сбегает и помогает сбежать Юри. Но Адельберт и его слуга Кинан настигают их, Юри опять оказывается в плену. Гвендель решает отправиться в Симарон, чтобы найти Юри. | |                     |
| 31 | «Край Земли» «Chi no hate» (地の果て)                                                                 | 04.12.2004          |
| Максин решает открыть ларец «ключом» — отрубленной рукой Конрада. Мурата предупреждает его, что для этого ларца нужен другой «ключ» — левый глаз члена семьи фон Вальде. Но Максин отвечает, что в Суберере они уже пытались открыть этот ларец левым глазом члена этой семьи и у них ничего не вышло. Поэтому он попробует открыть ларец другим «ключом». В результате из ларца вырывается ужасная сила, которая сметает все вокруг. Юри временно «запечатывает» силу ларца, чтобы спасти окружающих людей и пытается дойти до него, чтобы вытащить руку Конрада, но у него не хватает сил и тогда Мурата делится с ним своей магической силой. Юри удаётся вытащитьруку Конрада и сила ларца перестаёт действовать. | |                     |
| 32 | Запертые воспоминания «Kagi wo kakerareta kioku» (鍵をかけられた記憶)                                 | 11.12.2004          |
| Юри, Флурин, Мурата и Йозак отправляются назад в Калорию. С ними едут Вольфрам, Гизелла и Доркас, которые наконец-то нашли Юри. Мурата признаётся, что он — реинкарнация Великого мудреца, который был ближайшим сподвижником Изначального Короля. В отличие от других, в частности Юри, Кен помнит многое из своих предыдущих перерождений, поэтому он и знает язык Син Макоку. Когда они прибывают в Калорию, то обнаруживают, что её столица сильно разрушена — это последствия силы ларца. Юри решает помочь жителям Калории восстановить город. Тем временем к берегу подходит флот мадзоку с Гвенделем и Гюнтером во главе. Юри хочет, чтобы солдаты Син Макоку помогли восстановить город. Люди, поначалу боявшиеся мадзоку, всё же решают принять их помощь. Ларец и «ключ» собираются отвезти в Син Макоку, но Юри считает, что опасно держать рядом с ларцом, хоть и неправильный, но ключ. Гвендель принимает решение захоронить руку Конрада в море. | |                     |
| 33 | Большая гонка! Гонка на снежных санях! «Gekisou! Yuki zori reesu» (激走！雪ゾリレース)                | 18.12.2004          |
| Великий Симарон раз в четыре года проводит мировой турнир лучших бойцов. Победитель турнира может просить короля Великого Симарона выполнить любое его желание. Юри решает выиграть на турнир и в награду получить ларец «Последний Ветер», который принадлежит Великому Симарону. Он собирается выступать от Калории. Юри, Мурата, Йозак, Вольфрам и Флурин отправляются с ним. Пока Юри и Йозак проходят отборочный турнир — гонку на снежных санях, Мурата, не веря, что король Белал выполнит желание Юри, излагаёт свой план как заполучить запретный ларец. Он предлагает во время турнира заменить «Последний Ветер» фальшивкой — обычным деревянным ящиком такого же размера. Юри и Йозаку удаётся победить в гонке на снежных санях. Теперь им предстоит сразиться с лучшими бойцами Великого Симарона, среди которых Адельберт фон Грантц. | |                     |
| 34 | Жестокая битва в Колизее?! «Nettou coroshiamu!?» (熱闘コロシアム！？)                                 | 08.01.2005          |
| Первый бой на турнире выиграл Вольфрам. Йозак должен был сразиться с Адельбертом, который предал Малый Симарон, как предал Син Макоку, и теперь выступает от Великого Симарона. В это время Максин, пробравшийся на стадион, захватывает в плен Флурин, которая с Доркасом должна была заменить ларец. Максин требует, чтобы бойцы Калории сдались. Йозак вынужден это сделать. Но на помощь Флурин и Доркасу приходят Сесилия. | |                     |
| 35 | Край, где падает снег «Yuki furu daichi» (雪降る大地」)                                               | 15.01.2005          |
| На третий бой должен выйти Юри. Ко всеобщему удивлению, третьим участником от Великого Симарона оказывается Конрад. При этом Веллер не только жив, но и его левая рука на месте. Юри не может понять, почему Конрад, который был так предан ему, теперь стал врагом. Веллер просит Сибую сдаться, но Юри начинает атаковать. Его беспомощные удары Конрад легко отражает. Адельберт, увидев, что Веллер не собирается убивать Мао, выскакивает на арену и набрасывается на Юри, собираясь его убить. Конрад хочет помешать этому, но Адельберт с помощью «ходжицу» (магия людей) заключает его в кольцо из скал. Юри изо всех сил сопротивляется Адельберту, но конец боя близок. Конрад кричит Адельберту, что у Юри — душа Сюзанны-Джулии, которая была невестой фон Гратца. Адельберт в шоке опускает меч. Во время боя Фанфан, новый возлюбленный Сесилии, и Доркас пробираются в сокровищницу короля Белала и подменяют ларец. | |                     |
| 36 | Прощай, Конрад! «Saraba Konraddo» (さらばコンラッド)                                                  | 22.01.2005          |
| Король Белал решает остановить бой и провозглашает победителем турнира Великий Симарон. Расстроенный Юри вдруг обретает силу Мао, перепугав и обратив в бегство зрителей. Успокоить его удаётся только Конраду. В конце концов Юри падает без чувств и Йозак выносит его с арены. Все остальные следуют за ними. Фанфан предоставляет мадзоку свою карету и они уезжают из города вместе с ларцом, который удалось выкрасть у Великого Симарона. Их преследует стража, но неожиданно на помощь приходит Адельберт. Он обрушивает на солдат валуны и вступает с ними в бой. По дороге через лес они встречают Конрада, который предупреждает о том, что в лесу солдаты и указывает безопасный путь. Вернувшись в Калорию, Юри, Вольфрам, Мурата и Йозак собираются сесть на корабль, чтобы уплыть в Син Макоку, но Сибуя, вспомнив последнюю встречу с Веллером в лесу, хочет остаться и поговорить с ним. Вольфрам набрасывается на Юри с упреками, тот, пытаясь отстраниться от взбешённого «жениха», оступается и падает за борт. Мурата пытается ухватить Сибую за одежду и падает вместе с ним. Они возвращаются на Землю. | |                     |
| 37 | Местонахождение ларца «Hako no yukue» (箱の行方)                                                      | 29.01.2005          |
| Юри, расстроенный историей с Конрадом, рвётся обратно в Син Макоку, но ему никак не удаётся вернуться. В конце концов Мурата решает всё-таки помочь другу. Они переносятся в Син Макоку. Великому Симарону стало известно местоположение третьего ларца. Он находится в небольшом государстве Францсир. Король Белал посылает туда свои войска во главе с Конрадом. О ларце узнают и в Син Макоку, Юри решает немедленно отправиться за ним. | |                     |
| 38 | Гюнтер против Конрада «Gyuntaa vs Konraddo» (ギュンターVSコンラッド)                                  | 05.02.2005          |
| Юри, Гюнтер, Гвендель, Йозак и Мурата прибывают в Кабалькаду — страну, которая граничит с Францсиром. Они встречаются с королём Кабалькады, чтобы заключить с ним союз. Из Кабалькады они перебираются во Францсир. Гюнтер узнаёт, что в городе находится Конрад и вызывает его на дуэль. Юри, случайно узнав об этом, прибегает на место дуэли и видит только, как Конрад убегает. Мао со своей свитой приходят во дворец короля Францсира и просит отдать им ларец. Трусливый и нерешительный король Францсира после долгих колебаний решает отдать ларец, обставив дело так, как будто мадзоку украли ларец. | |                     |
| 39 | Твое имя — Мао! «Kimi no na ha Maou» (君の名はマ王)                                                   | 12.02.2005          |
| Юри и его друзья пытаются разыскивать ларец по всему Францсиру, пока Лайла, телохранитель короля Францсира, не сообщает им, что нашла его. Но вместо того, чтобы отдать ларец, она заманивает их в ловушку — в древнее здание, где Юри и его сопровождающих окружают солдаты Великого Симарона. Лайла решает разрушить здание вместе с Мао и войсками Великого Симарона, но Юри своей магической силой спасает всех. Очарованная простодушием и добротой Юри, Лайла наконец приводит их в место, где всё это время находился запретный ларец. | |                     |

### Сезон 2.
Юри и его товарищи попадают в плен армии Великого Симарона. Найденный ларец тоже оказывается в руках короля Белала. Он решает казнить Мао, но к нему на помощь приходит армия Син Макоку и Францсира — страна, которая решила вступить в альянс с Син Макоку. Теперь в руках мадзоку оказывается три запретных ларца. Местоположение четвертого ларца было очень долго не известно. Люди со всей страны приносили различные ящики, похожие на ларец, но все они оказывались фальшивкой.
Наконец становится известно, что четвертый ларец находится на Земле и Юри со своими товарищами отправляется в Японию. Там они встречаются с Бобом — «Мао» Земли, который после серьёзного испытания, которому он подвергает Юри, решает отдать ларец, который был в его руках.
После того, как все ларцы были собраны вместе, было решено провести церемонию запечатывания их, поскольку печати, наложенные Истинным королём, ослабели. Но во время церемонии Властелин вырвался на свободу, и заполучил три «ключа». Четвертым ключом была кровь потомка Эрхарда Винкотта — Сюзанны-Джулии, чья душа принадлежала Юри. Властелину, поглотившего Истинного короля, удалось заполучить и четвертый «ключ» и он обрел свою силу. Войска Властелина напали на Син Макоку и все страны, которые окружали её.
Но в сознание Юри, одержимого Властелином, проник свет души Сюзанны-Джулии. Она призвала Юри бороться против Властелина, чтобы спасти всех, кого он любит. Юри нашел в себе силы, вырваться из одержимости Властелином и уничтожить его окончательно. После победы над Властелином, Юри, Сори и Мурата отправляются домой. Истинный король открыл им врата в Син Макоку последний раз. Но победив Властелина, Юри сам приобрел силу, которая превышает силу Истинного короля и теперь может по собственному желанию попадать в Син Макоку.
| 40 | Обязательства «Kizuna no tame ni» (絆のために)                                                  | 02.04.2005 |
| Получив запретный ларец, который всё это время находился в доме Лейлы, Юри и его товарищи собираются покинуть Францсир, но их настигает армия Великого Симарона во главе с Конрадом. По дороге Йозаку удается освободиться от пут, и он с мечом в руках пытается добиться от Конрада ответа, почему тот предал Мао. Веллер выбивает меч из его рук и сбрасывает Йозака в пропасть. Белал решает казнить Юри и поручает это Конраду. Но вместо этого Веллер освобождает Сибую и заслоняет его своим телом от стрел, пущенных солдатами Белала. Им на помощь приходят армии Син Макоку, Кабалькады и Францсира, которые привёл Йозак. |                                                                                                 |            |
| 41 | Возвращение Конрада «Konraddo no kikan» (コンラッドの帰還)                                      | 09.04.2005 |
| Юри заключает официальный договор о союзе с королём Францсира. А Конрад тем временем с помощью Йозака сбегает из своей камеры. Юри с Вольфрамом, Муратой и Йозаком догоняют Веллера. После долгих уговоров, Конрад наконец рассказывает Юри, почему он присоединился к Великому Симарону. После схватки в храме, где он потерял левую руку, к нему обратился Истинный король, обязав найти все четыре запретных ларца. Взамен Истинный король вернул ему руку. Но Конраду не удалось выполнить обещание, данное Истинному королю — он не нашёл четвёртый ларец, поэтому не может вернуться в Син Макоку. В ответ Мурата объясняет, что Истинный король простит Конрада. Юри тут же решает присоединиться к Веллер, чтобы быстрее найти последний, четвёртый ларец. |                                                                                                 |            |
| 42 | Давние обещания «Tooi yakusoku» (遠い約束)                                                      | 16.04.2005 |
| Сори, старший брат Юри, вспоминает о встрече с Бобом, Мао Земли. Когда Сори и Юри были маленькими, Боб защитил их от хулиганов и рассказал Сори о предназначении Юри стать Мао в другом мире. |                                                                                                 |            |
| 43 | Детский переполох в замке клятвы на крови «Ketsumeijou bebii panikku!» (血盟城ベビーパニック！) | 23.04.2005 |
| В Син Макоку каждый год проводится праздник новорождённых, когда маленьких детей, рождённых в этом году, представляют Истинному королю и просят его защиты для них. На праздник приезжает Хьюбер со своей женой Николой и их маленьким сыном — Эру. Эру выпадает из своей колыбельки, перебирается из одной корзины в другую, и случайно надевает на себя новое демоническое устройство, которое только что изобрела Аниссина. Это устройство усиливают магию и позволяет общаться с животными. На крики Эру прилетает дракон. С большим трудом всем удается спасти Эру. |                                                                                                 |            |
| 44 | Циркачка «Maboroshi no shoujo» (幻の少女)                                                       | 30.04.2005 |
| Юри выполняет одну из своих неприятных королевских обязанностей — принимает посетителей. Ему это смертельно надоедает и узнав, что в городе появилась странная девочка, он решает разузнать о ней побольше и сбегает. Вольфрам и Конрад присоединяются к нему. Выясняется, что странная девочка на деле воплощение души Ульрике, девы храма Истинного короля. Испытывая ужасное одиночество, она отделилась от тела Ульрике и стала развлекаться в городе — превращать людей в детей. Мурата привозит в город Ульрике и она усмиряет свой дух. |                                                                                                 |            |
| 45 | Жених или невеста? «Inazuke vs konyakusha» (許婚VS婚約者)                                       | 07.05.2005 |
| Штоффель не оставляет мысль завоевать доверие Мао и вернуться к власти. Для этого он решает устроить брак между Юри и племянницей Рейвена — Элизабет. Она невероятно красива и должна понравиться Мао. Неожиданно выясняется, что она в детстве она была помолвлена с Вольфрамом. Элизабет, считая Юри коварным соблазнителем её жениха, вызывает Сибую на дуэль. Вольфрам вмешивается в их поединок. Юри, не в силах видеть подобное, вновь обретает свою магическую силу и решает эту проблему. Когда Юри приходит в себя, Элизабет, к его разочарованию решает расторгнуть помолвку с Вольфрамом и найти новую любовь. |                                                                                                 |            |
| 46 | Лесная жрица «Mori no miko» (森の巫女)                                                          | 14.05.2005 |
| Поиски четвёртого ларца продолжаются. Становится известно, что где-то неподалёку в озере был обнаружен ларец, схожий по описанию с «Зеркальным дном океана». Когда Юри и его команда приезжают в лес, они встречаются с лесной жрицей – Ондине, которая охраняет покой этого леса и озера. Когда-то она была кИстинной девой — предшественницей Ульрике. Именно благодаря Ондине, выполнявшей волю Истинного короля, Юри, сам того не подозревая, заключил договор со стихией воды и получил возможность пользоваться магической силой. Солдаты Великого Симарона тоже прибывают на озеро и вытаскивают ларец. Юри приходит в ярость, сметает солдат и выбрасывает их вместе с ларцом на берег озера. Приехавший Мурата выясняет, что этот ларец вовсе не «Зеркальное дно океана», зато он наполнен «Масеки» — камнями, которые своей волшебной силой дали жизнь озеру и лесу. Ондине вспоминает, что когда-то в неком озере был спрятан магический ларец, который однажды поднялся в небо в столбе света и исчез в другом мире.             |                                                                                                 |            |
| 47 | Доказательства жизни «Inochi no akashi» (いのちの証)                                            | 21.05.2005 |
| Воспоминания Гвенделя о его взаимоотношениях с отцом Конрада – Дан Хири Веллером. Гвендель ненавидел Дан Хири, потому что он был человеком. Веллер-старший долго скитался по свету, чтобы найти смысл своей короткой человеческой жизни. Гвендель вызывает его на бой бою. Дан Хири принимает вызов, но прежде приводит старшего сына своей супруги в деревню, жители которой были наполовину людьми, наполовину мадзоку. Именно Дан Хири когда-то привёл их сюда, чтобы спасти от преследований на землях людей, но в Син Макоку они тоже стали изгоями. Сейчас на них напали бандиты и Дан Хири и Гвендель решают защитить их от бандитов. После стычки с бандитами Дан Хири умирает. Только тогда Гвендель неожиданно для себя замечает, что Дан Хири, которого он привык видеть молодым и сильным, на самом деле уже превратился в дряхлого старика. Благодаря этому фон Вольтер наконец осознал, что люди живут гораздо меньше мадзоку, а стареют гораздо быстрее.                                                                      |                                                                                                 |            |
| 48 | Ответный удар Великого Симарона! «Gyakushuu, dai Shimaron!» (逆襲、大シマロン！)                | 28.05.2005 |
| В Син Макоку прибывает старший сын короля Кабалькады — Христо Крайф. Он сообщает, что Великий Симарон требует от союзников Син Макоку осуществить обмен детьми знати. Дело в том, что в школах для детей аристократов этого мира ведён обмен учениками для улучшения отношений между странами. На самом деле все понимают, что дети станут лишь заложниками Великого Симарона. Переговоры по этому вопросу назначены на острове Бандарбия. Понимая, что главной целью Великого Симарона является желание заманить Мао в ловушку, Гвендель уезжает на остров один. Но Юри решает присоединиться к нему. Благодаря изобретению Аниссины Юри, Вольфрам, Конрад и Мурата прибывают на остров почти в то же время, что и Гвендель. На аудиенции с Белалом фон Вольтер вместе с Йозаком попытался убить короля Великого Симарона, но попытка провалилась из-за вмешательства Юри и его команды. Король Белал сбежал, а замок стали обстреливать пушки Великого Симарона. Юри, отрезанного огнём ото всех остальных, похищает Адельберт фон Грантц. |                                                                                                 |            |
| 49 | Лев и волк «Shishi to ookami» (獅子と狼)                                                        | 04.06.2005 |
| Адельберт пытается выяснить у Юри, действительно ли у него — душа Сюзанны-Джулии. Их преследуют солдаты Великого Симарона, от которых они прячутся в гроте, где Юри когда-то нашёл Моргиф. Адельберт вспоминает, что кулон, который носит сейчас Юри, принадлежал Джулии, и она очень дорожила им. Адельберт мучительно пытается понять, какие чувства испытывала Джулия к Конраду, когда подарила этот кулон ему. Юри отдаёт кулон Адельберту. Вскоре солдаты Великого Симарона находят их и здесь. С помощью Моргифа они останавливает солдат и вместе уплывают на лодке из грота. Адальберт и Юри забираются на плато рядом с вулканом, но и там их настигают солдаты Великого Симарона. Адельберт бросает Юри вниз на деревья, где его благополучно ловит Конрад. Гвендель, Вольфрам, Конрад, Йозак, Мурата и Юри собираются отправиться назад в Син Макоку, но Юри не может просто так уехать, зная, что Адельберт в опасности, он пытается уговорить всех помочь ему. В итоге ему это удаётся.                                         |                                                                                                 |            |
| 50 | Моя возлюбленная Джулия «Waga aishiki Juria» (我が愛しきジュリア)                               | 11.06.2005 |
| Начинается извержение вулкана и Белал сбегает вместе со своей армией. Гвендель, Вольфрам, Конрад, Йозак, Мурата и Юри возвращаясь на берег через лес, вдруг слышат детские голоса. Оказывается Белал привёз с собой на Бандарбию детей из знатных семей стран-союзниц Син Макоку. Теперь он сбежал, бров их. Лава вулкана поджигает лес и дети оказываются в огненном кольце. Юри с помощью своей магической силы тушит огонь. Конрад встречается с Адельбертом, который никак не может принять тот факт, что душа Джулии принадлежит теперь королю мадзоку, которого он должен ненавидеть. Он не может понять, почему Джулия ничего не сказала ему о договоре с Истинным королём. Конрад и Адельберт дерутся на мечах, пока Веллер не сообщает фон Грантцу, что Джулия не хотела, чтобы Адельберт знал, что её душа будет принадлежать человеку, который может не понравится тому, кто её так любил. Обмен детьми отменён и Белал должен умерить свой пыл.                                                                                  |                                                                                                 |            |
| 51 | Мститель? Максин. (復讐鬼？マキシーン)                                                          | 18.06.2005 |
| Максин, обозлённый потерей запретного ларца и своим проигрышем Юри в гонке на снежных санях, решает пробраться в королевский замок, похитить Мао и отвезти его в Малый Симарон. Но ему не удается увезти Юри, так как Сесилия своим хлыстом сбивает Максина с ног. Он убегает, прячется на кухне и берёт в заложники девушек-кухарок. Но еда, приготовленная девушками, так понравилась Максину, что съев все запасы в кухне, он сбегает. |                                                                                                 |            |
| 52 | Конрад, стоящий на земле «Daichi tatsu Konraato» (大地立つコンラート)                           | 25.06.2005 |
| Юри и Вольфрам случайно попадают в потайной чулан, где находят магическое зеркало, в котором можно видеть прошлое и будущее. Юри, взглянув в него, переносится на 20 лет назад, во время войны между людьми и мадзоку. Он встречается там с Сюзанной-Джулией и видит как Конрад во главе отряда тех солдат, чьими родителями были мадзоку и люди, отправляется на Рутенбергскую битву, чтобы защитить свою честь. Юри испытывает мучительную боль от того, что ничем не может помочь им. Встретившись с Юри, Джулия укрепляется в своём решении принять ту участь, которую ей уготовил Истинный король. |                                                                                                 |            |
| 53 | Да здравствует ваше величество! «Zenryaku, Yuuri heika» (前略、ユーリ陛下)                      | 02.07.2005 |
| Гюнтер решает отправиться по землям Син Макоку. Он попадает в маленький городок на Диком Западе, главой которого является красивая девушка по имени Глория. Скоро городок должен отойти бандитам, но Гюнтер вступается за городок и вместе с Глорией прогоняет бандитов. |                                                                                                 |            |
| 54 | Священный меч и демонический меч. Часть 1. «Seiken to maken • mae hen» (聖剣と魔剣・前編)       | 09.07.2005 |
| Йозак, занятый поиском четвёртого ларца, узнает, что появился человек со священным мечом, которым он наносит страшные разрушения вокруг. Священный меч может принадлежать Альфорду, но Юри не верит, что тот способен на такое ужасное зло. Юри, Конрад, Йозак, Вольфрам и Мурата отправляются в то место, где по слухам находится этот человек. Приехав в разрушенную деревню, они узнают, что этот человек разрушил эту деревню, но ничего не взял. Он разрушает всё на своем пути только в одном направлении. Йозак, понимая, куда на этот раз может прийти обладатель священного меча, ведет всю команду в это место. И ночью в воротах города появляется странное существо, одержимое страшной силой. Но это оказывается не Альфорд. |                                                                                                 |            |
| 55 | Священный меч и демонический меч. Часть 2. «Seiken to maken • go hen» (聖剣と魔剣・後編)        | 16.07.2005 |
| Встретившись с Альфордом Юри узнает, что тот потерял свой священный меч и существо, одержимое страшной силой, овладело им. Победить священный меч может только демонический меч «Моргиф», но он потерял свою силу без камня. Юри не смог полностью овладеть силой «Моргифа», поэтому после долгих колебаний Йозак не отдаёт камень. Ночью Конрад и Альфорд уходят в город, чтобы попытаться отнять у чудовища священный меч. Но им не удаётся это сделать. На помощь к ним приходят остальные, и Юри всё-таки убеждает Йозака, что сможет овладеть силой Моргифа. Получив камень и усилив силу меча своей магической силой, Юри уничтожает злую ауру, которая окружала чудовище, и оно вновь становится человеком. |                                                                                                 |            |
| 56 | Тень надвигается «Ugokidasu kage» (動き出す影)                                                  | 27.08.2005 |
| В Син Макоку приезжают посланцы всех стран, которые входят в союз. Грета встречается с Беатрис, маленькой дочкой Христо Крайфа, и они решают устроить День отцов для Юри и Вольфрама. Но пока они едят торт появляются странные существа, похожие на кукол в человеческий рост. Пока Юри охраняет девочек, куклы хватают Вольфрама и вылетают за пределы замка. Юри устремляется в погоню за ними. |                                                                                                 |            |
| 57 | Видение, пришедшее из тьмы «Yami kara kita mamono» (闇から来た魔物)                             | 03.09.2005 |
| Юри и Вольфрама похищают ожившие куклы. Они приходят в себя на корабле, который идёт в Великий Симарон. После прибытия в страну, их пересаживают в карету, которую охраняют те же куклы. Но по дороге Юри и Вольфрама освобождают бандиты во главе с Адельбертом. Он привозит юношей в деревню, где живут те, кто стал изгоями и для людей и для мадзоку. Деревня хорошо укреплена и может выдержать нападение большой армии. Но ночью рядом с деревней появляется странное существо в плаще и маске. Оно создаёт огромных чудищ, которые нападают на деревню. Юри решает своей магической силой и силой Моргифа разделаться с чудищами, но ни его водяные драконы, ни сила Моргифа не способны это сделать. Адельберт пытается помочь Юри, но его меч, усиленный хорёки, тоже оказывается бессильным. Неожиданно существо в маске отзывает своих чудищ и они исчезают. За этим наблюдают Конрад, Йозак и Мурата, которые прибыли в Великий Симарон для поисков Юри и Вольфрама.                                                             |                                                                                                 |            |
| 58 | Король хаоса «Konten no ou» (混沌の王)                                                          | 10.09.2005 |
| Поскольку чудища, напавшие на деревню, вылезли из резиденции Белала, Юри и Адельберт решают пойти к Белалу и «поговорить с ним». Придя ко дворцу они вновь подвергаются нападению оживших кукол. Разметав нападавших, они пробираются во дворец. Там их вновь встречают те же куклы. Адельберт, Кинан и Йозак остаются, чтобы разделаться с куклами, а Юри, Конрад и Вольфрам бегут в тронный зал. Попав в него, они видят, что Белал явно невменяем. А из-за его спины выходит существо в маске. Неожиданно в зал врываются одержимые тёмной силой Адельберт, Йозак и Кинан. Они нападают на Конрада, Вольфрама и Юри. Сибуи своей магической силой уничтожает зло. Существо в маске исчезает — остаётся только плащ и маска. Вернувшись в Син Макоку, они узнает от Ульрике, что последний, четвёртый ларец, «Зеркальное дно океана» находится на Земле. |                                                                                                 |            |
| 59 | Мадзоку отправляются на Землю. «Mazoku, chikyuu e» (魔族、地球へ)                               | 17.09.2005 |
| Юри, Мурата, Конрад и Гвендель отправляются через храм Истинного короля на Землю. Они оказываются в ванне дома Юри. Мама Юри, увидев непрошенных гостей в ванной, узнает в Конраде того, кто ехал вместе с ней в такси, когда она должна была рожать Юри. Он посоветовал назвать новорождённого Юри, и теперь мама называет Конрада крёстным. Знакомство с остальными гостями оказалось таким же простым. Неожиданно приходит отец Юри, но он тоже в курсе, кто появились в их в доме. Когда наконец появляется старший брат Юри — Сори, к удивлению и Юри, и его родителей он сразу узнает в гостях пришельцев из Син Макоку. Узнав, что они ищут запретный ларец, отец Юри решает связаться с Бобом, Мао Земли. |                                                                                                 |            |
| 60 | Заботы старшего брата «Oniichan no nayami» (お兄ちゃんの悩み)                                   | 24.09.2005 |
| Сори встречается с доктором Родригесом, который предлагает ему уговорить гостей из Син Макоку убраться восвояси. Сори вызывает Конрада к фонтану в парке и говорит ему, что Юри здесь подвергается опасности, а сам он, Сори, не готов его защитить, поэтому лучше, если бы гости из Син Макоку перестали бы использовать Юри. В их разговор вмешивается доктор Родригес, который с помощью магического камня создаёт огромное чудовище из воды фонтана. На помощь Конраду приходит Гвендель и Вольфрам. Родригес объясняет им, что вода фонтана соединена с Син Макоку и хорошо бы гости оттуда вернулись бы домой. Но прибежавший на шум Юри обезоруживает Родригеса. Все понимают, что без помощи Боба Родригес бы не справился. |                                                                                                 |            |
| 61 | Другой Мао «Mou hitotsu no Maou» (もう一人の魔王)                                               | 01.10.2005 |
| Родригес наконец рассказывает, что Боб находится сейчас в Швейцарии и они едут туда все вместе. В Швейцарии они отправляются в горы, где находится резиденция Боба. На горной дороге их начинает преследовать фура, управляемая дистанционно. Конраду удается разбить дистанционное управление в кабине фуры. Но в резиденции Боба их встречают вооружённые арбалетами люди, от которых удается скрыться за пожарными щитами. Родригес проводит всех до кабинета Боба, который находится на самом верхнем этаже здания. |                                                                                                 |            |
| 62 | Вверенные надежды «Takusareta kibou» (託された希望)                                             | 08.10.2005 |
| Боб пытается заставить Юри отступить и вернуться в Син Макоку без ларца. Он подвергает его серьёзному испытанию. Оба используют могущественную силу, но Юри оказывается сильнее. После испытания Боб наконец соглашается отдать запретный ларец. Хотя его предки поклялись, что ларец никогда не вернётся в Син Макоку, но поскольку он принадлежал Изначальному Мао, Боб решает вернуть его прежнему владельцу. |                                                                                                 |            |
| 63 | Развязка! Мао против армии кохи. «Taiketsu! Maou VS Koch Gundan» (対決！マ王VSコッヒー軍団)     | 15.10.2005 |
| Из-за просочившейся из ларцов силы Властелина сильный страх овладевает всеми существами Син Макоку. Коцюхизоку (летающие демоны-скелеты) со всей страны собираются на крыше королевского Замка Клятвы на крови. Один из скелетов похищает Эру — маленькую дочь Хьюбера и Николы. Юри свою магической силой успокаивает Кохи и возвращает Эру целой и невредимой его родителям. |                                                                                                 |            |
| 64 | И снова снежный Гюнтер! «Yuki Gunter matatabi» (雪ギュンター再び)                               | 22.10.2005 |
| Флурин — нынешняя глава Калории — приезжает в Син Макоку, чтобы передать Мао яд Винкоттов. Но во время церемонии передачи яда Истинному королю Юри спотыкается и яд попадает на Гюнтера — он останавливает жизненные функции своего тела и теперь их поддерживают аппараты Аниссины. Душа Гюнтера переносится в куклу, которая умеет летать и стрелять глазами. Чтобы спасти Гюнтера Син Макоку обращается к главе Винкоттов, которые создали этот яд. В столицу приезжает Оделл фон Винкотт, отец Сюзанны-Джулии. Неожиданно силы тьмы овладевают телом Гюнтера и, повинуясь им, он начинает крушить всё вокруг. Спасаясь от него, Юри попадает на балкон замка и страшная волна, посланная Гюнтером, сбрасывает его с балкона. Но овца Ти-Зо спасает Юри и он возвращается уже в виде короля демонов. Свой магической силой он очищает тело Гюнтера от сил тьмы, а Винкотт возвращает душу Гюнтера в тело. |                                                                                                 |            |
| 65 | Бросивший вызов снегу «Hakugin wo Ikusha» (白銀を往く者)                                        | 29.10.2005 |
| Побывав в храме Истинного короля, Сангрия, одна из служанок королевского замка, становится подозрительной и вспыльчивой. Мурата считает, что она попала под действие миазмов и излечить её можно только травой минади́я, которая растёт на горе Микади́ра, где состоялась последняя битва Истинного короля с Властелином. Но это место очень опасно — если попадёшь под действие миазмов, которое оно излучает, потеряешь доверие ко всем. Конрад и Йозак вызываются найти эту траву, ведь им довелось побывать в различных переделках и они доверяют другу друг. Юри тоже решает пойти с ними. За ними увязывается Вольфрам. У подножья горы они теряют лошадей. Затем Вольфрам начинает испытывать недоверие к Конраду и Йозаку и уговаривает Юри остаться с ним. Конрад и Йозак поднимаются на вершину горы и тоже попадают под воздействие миазмов — они начинают драться друг с другом на мечах, что вызывает снежную лавину. Но Юри своей магической силой всех спасает.                                                                 |                                                                                                 |            |
| 66 | Сила мысли «Omou chikara» (想う力)                                                              | 19.11.2005 |
| Юри решает вновь вернуться на Землю, чтобы забрать детскую бейсбольную перчатку для Греты. Но вернуться назад в Син Макоку тем же путём, каким они пришли на Землю, он не может. Сори обращается за помощью к Бобу. Боб подготавливает переход в Син Макоку через озеро в Швейцарии, но как только открывается проход, из озера вылезает жуткое чудовище. Сообща, используя магическую силу Боба и идею Мураты, им удается одолеть его. |                                                                                                 |            |
| 67 | Мост в будущее «Ashita ni Kakeru Hashi» (明日に架ける橋)                                        | 26.11.2005 |
| Спустя 20 лет после окончания войны между людьми и мадзоку отношения между бывшими врагами начали налаживаться благодаря Юри. Вследствие этогог было решено построить мост, соединяющий земли Син Макоку с землями людей. Юри, Гюнтер и Гизела прибывают на место строительство моста. Они узнают, что по ночам на людей нападают светящиеся волки. Жители деревни попросили Адельберта фон Грантца защитить их от них. В ночь, когда прибыл Юри, волки напали на мост и деревню, и подожгли их. Пока Адельберт и его помощники Вильма и Кинан сражались с волками, Юри решает сыграть на демонической флейте Матеки, которая вызывает дождь. Сильнейший ливень тушит пожар, а Адельберт уничтожает самого главного волка. |                                                                                                 |            |
| 68 | Эра славы «Eikou no Jidai» (栄光の時代)                                                         | 03.12.2005 |
| Юри вместе с Гретой изучает историю Син Макоку: как Истинный король вместе с Великим Мудрецом и своими соратниками боролся против Властелина. Он победил его, разделил его силу и заключил в четыре запретных ларца. После окончания войны началась вражда между мадзоку и людьми. И Великий Мудрец посоветовал Истинному королю найти место, где мадзоку смогут жить в безопасности и спокойствии под защитой Истинного короля. Так было основано государство Син Макоку. |                                                                                                 |            |
| 69 | То, что я хочу защитить «Mamorubeki Mono» (守るべきもの)                                        | 10.12.2005 |
| Сори попадает в Син Макоку через открывшийся проход в озере в Швейцарии. Он знакомится с друзьями Юри, видит, как он популярен в этой стране. Ему также показывают запретные ларцы в храме Истинного короля. Он замечает что-то необычное, что происходит с ларцами и требует остановить церемонию запечатывания ларцов. Вместе с Конрадом он пробирается в храм и видит, как из ларцов просочилась сила Властелина, которая уже превратилась в огромную сферу. Эту силу с трудом сдерживает Ульрике. |                                                                                                 |            |
| 70 | Забытая раса «Wasurerareta Tami» (忘れられた民)                                                 | 17.12.2005 |
| В королевский замок приезжает лесная жрица, Онди́не. Она рассказывает, что у неё есть сестра-близнец, Серафина, которая считает, что собранные все вместе запретные ларцы принесут зло Син Макоку и если нельзя уничтожить ларцы, надо уничтожить «ключи», чтобы ларцы никогда не были открыты. Королевский замок подвергается нападению странных существ. Первой их жертвой стал Гвендель. Но ему удаётся справиться с нападавшими. Эти существа могут перемещаться через воду, поэтому было решено осушить все источники. Существа под руководством Серафины появились в офисе Боба и напали на него, но его сила оказалась бесполезна. Существа также ушли, как появились — через воду. Вольфрам помогает Сори овладеть магической силой, которую нужна ему, чтобы иметь возможность защищать младшего брата. |                                                                                                 |            |
| 71 | Старший брат разбушевался «Oniichan Daibousou» (お兄ちゃん大暴走)                               | 07.01.2006 |
| В Син Макоку уже поняли, что Конрад и Гвендель в опасности. Йозак вместе с отрядом солдат собирается заманить существ из леса в ловушку. Но они оказываются сильнее. Серафина появляется в замке и требует от владельцев «ключей» самим отдать свои жизни. Неожиданно появляется Юри и вместе с Гюнтером и Вольфрамом пытается остановить Серафину. Сори, который стоял во дворе и наблюдал за происходящим, вызывает свою магическую силу, создаёт мощный кулак из водного потока, вытаскивает Серафину на улицу и бросает её на землю. Юри пытается остановить разбушевавшегося брата, но Сори, опьянённый своей новой силой, уже ничего не слышит и не видит. Вдруг в небе появляется фигура Мико — мамы Юри и Сори, её теплая, материнская любовь успокаивает братьев. |                                                                                                 |            |
| 72 | Запечатанный «Fuujirareshi Mono» (封じられしもの)                                               | 14.01.2006 |
| Юри готовится к церемонии запечатывания ларцов. Сори пытается отговорить его, поскольку это очень опасно. Но Юри уже принял решение и не может отступать, тем более ему есть на кого положиться — у него так много друзей. Наконец все отправляются в храм Истинного короля для проведения церемонии. |                                                                                                 |            |
| 73 | Серцебиение тьмы «Yami no Kodou» (闇の鼓動)                                                     | 21.01.2006 |
| Юри, Конрад, Гвендель, Гюнтер и Вольфрам и Сори приходят в храм Истинного короля. Мурата объясняет Юри, как нужно провести церемонию: своей магической силой Юри должен загнать силу Властелина обратно в ларцы и «запечатать» их вновь. Но пока Юри пытается сдержать силы тьмы, Вольфрам выхватывает меч и нападает на него, Конрад останавливает Вольфрама, но Юри теряет концентрацию и силы тьмы отбрасывают его назад. Сфера исчезает и на её месте возникает неясная фигура, которая захватывает Гвенделя и Конрада, и вырывает из их тел «ключи» для ларцов. «Последний ветер» и «Край Земли» открыт, затем существо вырывает «ключ» из сердца Вольфрама и открывает им «Заледеневший ад». Силы трёх ларцов оказалось достаточно для возрождения Властелина в образе Истинного короля. |                                                                                                 |            |
| 74 | Истинный правитель «Shinjutsu no Shihaisha» (真実の支配者)                                      | 28.01.2006 |
| Гвендель ослеп на левый глаз, левую руку Конрада парализовало, а сердце Вольфрама остановилось и только аппараты Аниссины могут поддерживать его жизнедеятельность. Сори возмущён тем, что Мурата всё знал и допустил то, что «ключи» оказались рядом с ларцами, благодаря чему Властелин вырвался на свободу. Но Мурата объяснил, что победив Властелина и разделив его силу на четыре части, Истинный король сам оказался заражён тёмной силой Властелина, и она стала постепенно поглощать его душу. Рано или поздно, но Властелин всё равно бы поглотил душу Истинного короля окончательно, и вырвался бы на свободу. Юри горит желанием сразиться с Властелином, победить его и спасти всех. |                                                                                                 |            |
| 75 | Солнце и Луна «Taiyou to Tsuki» (太陽と月)                                                      | 04.02.2006 |
| Юри, Конрад, Гвендель, Гюнтер и Мурата вновь отправляются в храм Истинного короля, чтобы сразиться с ним. На их глазах Властелин взламывает барьер, установленный против него, и освобождается. Истинный король возвращает «ключи» их владельцам. Неожиданно Мурата толкает Юри в спину прямо в объятья тёмной силы. Чтобы никто не мешал ему, Истинный король выносит всех остальных за пределы храма. |                                                                                                 |            |
| 76 | Во тьме «Kurayami no Naka de» (暗闇の中で)                                                      | 11.02.2006 |
| После возвращения «ключей» у Гвенделя начинает видеть левый глаз, у Конрада оживает левая рука, а Вольфрам приходит в себя. Главная задача сейчас — бороться против Истинного короля, чью душу поглотил Властелин. Его марионетки начинают заполнять этот мир. Надо дать Юри оружие, которым он был бы способен одолеть Властелина. Гюнтер вспоминает о дневнике Эрхарда Винкотта, в котором тот написал как придать Моргифу самую могущественную его форму. Для этого меч надо закалить в жерле вулкана, там где, макен был создан, на острове Бандарбия. Гюнтер и Доркас отправляются на остров. |                                                                                                 |            |
| 77 | Пришествие Мао «Maou Kourin» (魔王降臨)                                                         | 18.02.2006 |
| Истинный король поглощает душу Юри. Юри открывает четвёртый ларец своей кровью и теперь Властелин полностью восстанавливает свою силу. Но в четвёртом ларце стояла «ловушка», устроенная Эрхардом Винкоттом — частица души Сюзанны-Джулии, которая проникла в сердце Юри и стала взывать к его мужеству и любви ко всем тем, кому он принес мир. Штоффель и Рейвен, Альфорд и Флурин, Христо Крайф и Антуан, все сплотились, чтобы дать отпор Властелину. Неожиданно прибывает Гюнтер с Доркасом, которые сумели дать Моргифу новую могущественную силу. |                                                                                                 |            |
| 78 | До новой встречи «Mata auhi made» (マた会う日まで)                                              | 25.02.2006 |
| Юри с помощью Моргифа побеждает Властелина и освобождает душу Истинного короля. Благодаря остаткам своей магической силы Истинный король открывает последний портал для перехода на Землю. Юри, Мурата и Сори возвращаются домой. Все, на Земле и в Син Макоку, вновь начинают заниматься своими обыденными делами. Но Юри скучает по Син Макоку и тогда Мурата отводит его к пруду и толкает в воду. Сибуя переносится в Син Макоку — одолев Властелина, Юри получил силу, которая превосходит силу Истинного короля и теперь он сам может путешествовать между измерениями. |                                                                                                 |            |

### Сезон 3.
Король Белал отрекся от престола и новым королём Великого Симарона стал Ланжил Второй. С помощью тайного общества «Белые во́роны» он устранил всех претендентов на престол. Кроме того, «Белые во́роны» были замечены в воровстве волшебных мечей по всему миру. Конрад и Мурата отправляются в Великий Симарон, чтобы узнать побольше о похитителях мечей. Узнав об этом Юри и Вольфрам тоже едут туда и попадают в неприятную историю, которая усиливают вражду между Великим Симароном и Син Макоку. Теперь Ланжил начинает готовиться к войне, а Син Макоку мобилизует своих союзников, чтобы дать отпор.
В Калории Юри встречается с юным королём Малого Симарона, Саралеги, который ищет его дружбы. Он приглашает Юри к себе в гости. Узнав о том, что Мао находится в Малом Симароне, Ланжил посылает туда свои войска. Посланцы Великого Симарона требуют от Саралеги выдать Мао. Сара, обсудив данную ситуацию с Юри, решает выдать его Ланжилу, но по дороге в лагерь кто-то тяжело ранит Саралеги и взбешенный Юри разносит лагерь Ланжила в щепки.
Тем временем обществу «Белые во́роны» удается найти священный меч, но он почти потерял свою силу, поэтому им нужен человек, который бы восстановил силу меча. Таким человеком вначале становится Сори, а затем — Юри. «Белые вороны» начинают охоту на Юри.
Флот Великого Симарона продвигается к берегам Син Макоку. Юри с помощью Мураты и Сори решает попасть на корабль Ланжила, чтобы попробовать договориться с ним, но вместо этого попадает на корабль Сары, короля Малого Симарона. Сара околдовывает Юри своей магической силой и заставляет напасть на флот Великого Симарона.
Неожиданно глава общества «Белые во́роны» — королева Алазон появляется во дворце Син Макоку и решает похитить Юри. Но на его защиту встает телохранитель Саралеги — Бериас, как выясняется — младший брат королевы Алазон. Она исчезает из дворца, но затем вновь возвращается за Юри. На этот раз на его защиту встает Саралеги, её сын, которого она бросила, когда был ещё маленьким. Саралеги с самого начала мог вернуть прежнюю силу священному мечу, потому что обладал очень сильной магией, но королева отвергла его. И сейчас, увидев, что Сара может вернуть мечу силу, вновь отказывается от него.
Сара находит погибающего Джениуса, кто искал по приказу Алазон волшебный меч по всему миру. Джениус был лишь копией Великого Мудреца и теперь его существование в этом мире должно закончиться. Сара, убитый горем из-за предательства матери, священным мечом вливает в Джениуса новую силу, превращая его в мстительное существо невероятной силы, сравнимое с силой Властелина. Джениус нападает на Син Макоку. Юри с помощью Истинного короля удается одолеть его.
| 79 | И снова Мао «Maoh, futatabi» (㋮王、再び)                                              | 03.04.2008 |
| Юри возвращается в Син Макоку и поскольку ему уже исполнилось 16, Гюнтер подготавливает все для церемонии празднования совершеннолетия короля. |                                                                                        |            |
| 80 | Условие Мао «Maoh no jouken» (㋮王の条件)                                              | 10.04.2008 |
| После проведения церемонии, Юри случайно узнает, что во время его отсутствия в Син Макоку главами десяти благородных семей был избран новый Мао — Вольфрам. Но Юри вернулся и теперь надо получить согласие всех глав о том, чтобы Мао оставался Юри. Но дядя Вольфрама, Валторана, против этого решения. Именно он выдвинул кандидатуру Вольфрама и теперь не хочет отказываться от желания видеть своего племянника королём. Вольфрам разрывает помолвку с Юри и уезжает в своё поместье. |                                                                                        |            |
| 81 | Решение Мао «Maoh no ketsui» (㋮王の決意)                                              | 17.04.2008 |
| Узнав о решении Вольфрама разорвать с ним помолвку, Юри решает поехать в поместье Бильфельдом и поговорить с ним. Но в поместье их встречает Валторана, дядя Вольфрама. Он обвиняет Юри в том, что он часто покидает Син Макоку, возвращается на Землю, а значит не может быть хорошим королём этой страны. В залу входит Вольфрам и неожиданно вызывает Юри на дуэль. Во время дуэли, Вольфрам насылает на Юри огненных львов, но Юри своей магической силой делает барьер и отбрасывает огонь на Вольфрама. Превратившись в Мао, он атакует того, но Юри берёт часть удара на себя. Присутствующие здесь главы девяти благородных домой требуют от Валтораны признать Юри 27-м Мао. Под их давлением Валторана наконец соглашается. Вольфрам возобновляет помолвку. |                                                                                        |            |
| 82 | Грета и Юрам «Gureta to Yuuramu» (グレタとユーラム)                                    | 24.04.2008 |
| В городе появляются торговцы маленькими живыми мишкопчёлами. Многие покупают этих милых созданий. Грета тоже получает мишкопчелу в подарок, и дает ей имя Юрам, составленное из букв имен Юри и Вольфрама. Неожиданно в замке появляются страшные чудовища, они нападают на Грету. А на город нападает целая статья этих чудовищ, они поджигают дома и устраивают погром. Оказывается милые мишкопчёлы представляют собой кукол из грязи, оживленные магической силой. Если на них попадает вода, они превращаются в чудовищ. Мнимых мишкопчёл заманивают в одно место и Юри превращает их в стеклянных кукол. |                                                                                        |            |
| 83 | Замужество Лейлы «Raira no kekkon» (ライラの結婚)                                      | 01.05.2008 |
| Король Франсира, Антуан, приглашает Юри на его свадьбу с Лайлой. Вместе с Конрадом, Вольфрамом и Муратой он отправляется во Франсир. По дороге Юри узнает, что в Син Макоку и других странах этого мира объявилась банда похитителей священных мечей. Прибыв во Франсир, они узнают, что свадьба не может состояться, потому что похищен священный меч Франсира «Меч Земли». Юри вызывается помочь разыскать похищенный меч. Лайла ведет их к тому месту, где может быть обнаружен меч. Когда Юри со своей командой приходят туда, на них совершается нападение. Бандиты используют ходзюцу и прекрасно владеют мечами. При поддержке, вовремя подоспевшего Гвенделя, Юри и его команде удается отразить атаку. После того, как нападавшие сбегают, в тайном месте удается найти украденный «Меч Земли». Мурата предполагает, что банда ищет какой-то определенный меч, а поскольку нужного меча в украденных не оказалось, они бросили все награбленное здесь. |                                                                                        |            |
| 84 | Проникновение! Великий Симарон «Sennyuu! Dai Shimaron» (潜入!大シマロン)               | 08.05.2008 |
| Король Белал отрекся от престола и новым королём Великого Симарона стал Ланжил Второй, племянник Белала. На трон было много претендентов, кроме него, но какая-то тайная организация устранила всех конкурентов. Кроме того, с этой организацией связаны похитители священных мечей. Конрад, Йозак и Мурата отправляются в Великий Симарон, что разузнать побольше об этом. Юри, узнав о том, что Мурата и Конрад уехали, ничего не сказав ему, решает тоже отправиться в Великий Симарон. Чтобы об этом не узнал Гвендель и Гюнтер он вместе с Вольфрамом сбегает на яхте Сесилии. В Великом Симароне их встречает возлюбленный Сесиллии, Фанфан. |                                                                                        |            |
| 85 | Ночь бала «Utage no yoru ni» (宴の夜に)                                                | 15.05.2008 |
| Юри и Вольфрам узнают от Фанфана о тайном обществе «Белые во́роны», члены которого при поддержке короля Ланжила похищают по всему миру священные мечи. Юри и Вольфрам решают пробраться во дворец к Ланжилу. Мурата приводит Конрада и Йозака в древнее здание, которое превратилось в руины от времени. Здесь 2 тысячи лет назад в одной из своих реинкарнаций, когда Великий Мудрец был Джениусом, он создал тайное общество «Белые во́роны». Это общество должно было заниматься изучением магических сил. Джениус искал способ покончить с Властелином, запечатанным в ларцы. После его смерти общество должно было распасться, но к удивлению Мураты оно существует, хотя и занимается сейчас совсем не тем, чем раньше. Мурата с Конрадом и Йозаком решают пробраться в замок к Ланжилу, чтобы разузнать о членах этого общества, которое действует при поддержки короля. Фанфан привозит переодетых в девушек Юри и Вольфрама на бал по случаю коронации Ланжила. Но здесь они попадают в ловушку. Вольфрама спасает Адельберт. |                                                                                        |            |
| 86 | Мао в плену «Toraware no maoh» (囚われの㋮王)                                          | 22.05.2008 |
| Мурата, Конрад, Йозак встречаются с Адельбертом, который спас Вольфрама. Юри попадает в плен — его бросают в подземную тюрьму. К удивлению Юри Джениус пытается уговорить его сбежать из тюрьмы. Но Юри отказывается, потому что ждет, что товарищи спасут его. Конрад в форме офицера Великого Симарона прибывает во дворец к Ланжилу и заявляет ему, что он претендент на престол. Ланжил в панике обращается к Джениусу, который должен был избавиться от всех конкурентов. Но Джениус уверяет его, что Конрад появился здесь вовсе не для того, чтобы стать королём Великого Симарона, а для того, чтобы спасти Мао. Ланжил приказывает казнить Мао и выполнить это должен Конрад. |                                                                                        |            |
| 87 | Черный Джениус «Kuro no jeneusu» (黒のジェネウス)                                      | 29.05.2008 |
| Ланжил призывает Конрада убить Мао, если Конрад хочет доказать всем, что он может быть королём Великого Симарона, но Конрад взмахом меча лишь разбивает деревянные колодки на руках Юри. Ланжил ожидал этого поворота событий: на арене появляются люди из общества «Белые во́роны» и создают громадных чудовищ, но Конраду удается справиться с ними. Ему на помощь приходит Вольфрам, Мурата и Йозак. Адельберт неожиданно появляется в ложе короля Ланжила, разметав всю его охрану. Но это была лишь ловушка Джениуса. Он появляется на арене и создает новое чудовище ещё ужаснее прежних, оно нападает на Мурату, но на его защиту встает Юри — своей магической силой он разрушает всех чудовищ. Джениус тоже сильно пострадал. Капюшон его плаща упал и все увидели, что он внешне — копия Великого Мудреца. Воспользовавшись передышкой, Юри и его команде удается сбежать. Они натыкаются на ловушку, которую устроили солдаты Великого Симарона, но Конрад сообща с Адельбертом очищает путь. Они благополучно добираются до Син Макоку. Гвендель недоволен тем, что Юри своим безрассудным поступком только усилил вражду между Великим Симароном и Син Макоку.                   |                                                                                        |            |
| 88 | Конрад и Гюнтер «Konraddo to Gyuntaa» (コンラッドとギュンター)                         | 05.06.2008 |
| Юри вместе с Конрадом, Гюнтером, Вольфрамом и Йозаком посещает военную академию. Когда-то Гюнтер был в этой академии учителем фехтования, а Конрад его учеником. Конрад был одним из лучших. Но он чувствовал себя изгоем среди остальных и держался особняком. Гюнтеру не нравился строптивый характер Конрада, и он решил его проучить — вызвал его на бой. Конрад не воспринял угрозу всерьез, но, оказалось, сильно недооценил противника — Гюнтер выбил меч из его рук. Но Конрада это не смутило, и он решил, что в следующий раз он будет сильнее. Но Гюнтер предупредил его, что пока Конрад не сможет ответить на вопрос, для чего он носит меч, он никогда не сможет победить его. В военной академии после выступления Юри перед выпускниками, было решено провести показательный бой между Гюнтером и Конрадом. На этот раз Конрад выбил меч из рук Гюнтера. И, наконец, дал ответ ему на вопрос, который Гюнтер задал ему много лет назад. Теперь его меч служит защите тех, кто ему дорог, в первую очередь — Юри. |                                                                                        |            |
| 89 | Невеста — Аниссина?! «Hanayome ha anishina!?» (花嫁はアニシナ!?)                       | 12.06.2008 |
| Брат Аниссины решает выдать её за представителя благородной фамилии фон Рошфолл. Аниссина не может себе представить, что она — независимая женщина, изобретатель магических приборов, выйдет замуж. Она предлагает Гвенделю устроить мнимое самоубийство, но Гвендель отказывается и тогда Аниссина предлагает это Доркасу. Но в тот момент, когда приезжает брат Аниссины, Гвендель хватает Аниссину и убегает с ней. Брат Аниссины, решив, что у Гвенделя и Аниссины любовная связь отменяет смотрины. |                                                                                        |            |
| 90 | Герой и три меча «Yuusha to san hon no ken» (勇者と三本の剣)                           | 19.06.2008 |
| Юри с Конрадом и Вольфрамом отправляется в Калорию на празднование мира после победы над Властелином. В Калории они натыкаются на бандитов из общества «Белые во́роны», которые преследуют Альфорда. Альфорду вместе с Конрадом и Вольфрамом удается отбить нападение. Затем Альфорд рассказал им, что после освобождения одной деревни её жители подарили ему необычный меч. Этот меч весь заржавел, но когда Альфорд взял его в руки, он почувствовал его необычную силу. Ночью над городом сгущаются тучи и в небе появляется Джениус. Он создает огромное чудовище и требует от Юри и Альфорда, чтобы они отдали ему Моргиф, священный меч Альфорда и второй меч, который тоже сейчас принадлежит Альфорду. Если они откажутся, то чудовище разрушит город. Юри решает отдать мечи «Белым во́ронам». После того, как Джениус получает желаемое, чудовище исчезает — это была лишь иллюзия. |                                                                                        |            |
| 91 | Король Малого Симарона. Саралеги «Shou Shimaron ou sararegii» (小シマロン王サラレギー) | 26.06.2008 |
| Флурин, глава Калории, принимает меры — она приказывает перекрыть все дороги, оставив лишь одну, чтобы заманить похитителей мечей в ловушку. Юри с товарищами прибывает на это место, но похитители оказываются хитрее. Они окружают Юри и остальных стенами, созданных ходзюцу. Но им на помощь приходит король Малого Симарона, Саралеги, со своими солдатами. Джениус сбегает вместе с мечами, Юри, Конрад, Альфорд и Вольфрам бросаются за ним в погоню, но Джениус выбрасывает мечи в пропасть, а сам исчезает. Альфорд прыгает в пропасть за ними. Юри превращает овцу Ти-Зо в летающий коврик и на нем спасает Альфорда. Саралеги предлагает любую помощь Калории и извиняется перед Флурин за то, что Малый Симарон до сих пор задерживает людей Калории, призванных в армию. Произведя приятное впечатление и на Флурин и на Юри, Саралеги просит принять Малый Симарон в союз с Син Макоку. Юри с радостью соглашается. |                                                                                        |            |
| 92 | Луна, отраженная в воде «Mizu ni utsuru tsuki» (水に映る月)                            | 03.07.2008 |
| Юри готовится к экзаменам в Син Макоку. И затем решает вернуться на Землю. Аниссина дает ему с собой магическое устройство — шлем, который позволит быстро подготовиться к экзаменам. Юри вместе с Конрадом и Вольфрамом отправляется на Землю. Сори, заходит к Юри в комнату,чтобы узнать, как его младший брат готовится к экзаменам, видит шлем Аниссины и случайно надевает его на голову Юри — устройство срабатывает и вызывает взрыв. В результате Сори и Юри меняются телами. Юри в теле Сори отправляется выполнять плотное расписание будущего Мао Земли, а Сори в теле Юри собирается использовать все преимущества своего положения сейчас, как Мао Син Макоку. Он сразу показывает Конраду и Вольфраму, что между господином и его слугами не должно быть личных отношений. Юри возмущает поведение Сори, но он ничего не может сделать. Хотя мама Юри и Сори, конечно, поняла, что её сыновья поменялись телами. Это понял и Конрад, и проницательный Мурата. В таком виде Юри не может вернуться в Син Макоку, но лунный свет все расставляет на свои места. |                                                                                        |            |
| 93 | Колыбельная ветра «Kaze no komori ka» (風の子守歌)                                     | 07.08.2008 |
| В Син Макоку приезжает Маорицу, дед Греты, чтобы увезти её в Зуратию, и отменить удочерение девочки Юри. Рядом с королевским замком постоянно появляется привидение женщины в плаще, которая поет песенку. Свидетелем этого становится Маорицу, он узнает в этой песенке колыбельную их страны, которую мать Греты пела ей. Грета очень скучает по матери, и с помощью волшебного зеркала, в котором можно увидеть прошлое и будущее, пытается увидеть её. Магия Юри позволяет Грете активизировать зеркало и перенести всех присутствующих в её сон, где Грета встречается со своей матерью. Увидев, что девочка нашла в этой стране настоящую семью, Маорицу решает оставить Грету Юри. |                                                                                        |            |
| 94 | Наследие Винкоттов «Winkotto no isan» (ウィンコットの遺産)                             | 14.08.2008 |
| В королевский замок приезжает наследник семьи Винкоттом, Дечиас, со своим сыном Ринджи. Дечиас привозит с собой старинный документ, в котором написано, что в королевском замке находится какой-то секрет, который был сделан Эрхардом Винкоттом для защиты замка. Ринджи знакомится с Гретой, они начинают вместе играть, и случайно активизируют секретное оружие Винкоттов — огромную куклу, которая может стрелять огнём. Аниссина своим новым магическим устройством пытается уничтожить куклу, не зная, что внутри неё находятся дети. Ринджи и Грета выпрыгивают из куклы и падают вниз, но Юри своей магической силой спасает детей, и уничтожает опасное оружие. |                                                                                        |            |
| 95 | Приглашение Малого Симарона «Shou shimaron no soutai» (小シマロンへの招待)             | 21.08.2008 |
| Король Малого Симарона, Саралеги, приглашает Юри посетить его дворец. Несмотря на опасность, которая может грозить ему там, он соглашается, потому что верит Саралеги. Вместе с Гюнтером, Конрадом, Вольфрамом и Муратой Юри отправляется в Малый Симарон. На берегу их поджидает Йозак. Саралеги с его солдатами встречается с Юри. Неожиданно на них нападают бандиты, Конрад, Гюнтер, Йозак и телохранитель короля Саралеги, Бериас, отражают нападение. Саралеги извиняется перед Юри и объясняет это нападение тем, что не все в его стране признают его, как короля. Все вместе они отправляются в королевский замок. |                                                                                        |            |
| 96 | Два короля «Futari no ou» (二人の王)                                                   | 28.08.2008 |
| Юри с остальными прибывает в королевский замок. Затем Саралеги приглашает Юри прогуляться в саду. Но там к ним подбегает стража и сообщает, что в замок проникли посторонние. Саралеги с Юри возвращаются в замок. Когда они идут по коридору, Саралеги вдруг хватает Юри за руку и убегает с ним. На оставшихся нападают солдаты. Конрад, Вольфрам, Гюнтер и Бериас вступают с ними в бой. Саралеги проводит Юри по подземному ходу и они попадают в комнату Саралеги. Саралеги считает, что здесь они в безопасности, но и сюда врываются мятежники. Саралеги выталкивает Юри из окна, чтобы он мог сбежать. |                                                                                        |            |
| 97 | Страж короля «Ou no shugosha» (王の守護者)                                             | 04.09.2008 |
| Юри сваливается по крыше вниз, где его благополучно ловит Йозак. Герард, начальник охраны, берет Саралеги в плен и запирает в одной из комнат дворца. Встретившись со своими товарищами в городе, к большому неудовольствию всех, Юри предлагает вернуться в замок и освободить Саралеги. Мурата и Гюнтер вызываются отвлечь часть войск мятежников, а Вольфрам, Конрад, Йозак и Юри пробираются в замок. Они освобождают Саралеги, а Бериас берет в плен Герарда. В замок прибывают войска, которые по-прежнему верны Саралеги. Ланжил, король Великого Симарона, узнав, что Мао находится в Малом Симароне, а король Саралеги не имеет контроля даже над своими людьми, решает не объявлять войну Син Макоку и её союзникам, а взять Мао в плен. Он отправляет в Малый Симарон свои войска. |                                                                                        |            |
| 98 | За моего друга «Tomo no tame ni» (友のために)                                          | 11.09.2008 |
| Рядом с королевским замком располагаются войска Великого Симарона. Скоро должны прибыть посланцы короля Ланжила. Саралеги знает, что они потребуют выдать им Мао. Юри решает сдаться в плен Ланжилу, чтобы потом его друзья освободили его, а Саралеги остался ни при чём. Когда в замок приходят посланцы короля Ланжила, Юри с остальными решает наблюдать за событиями, но так, чтобы никто их не видел. Во время аудиенции с послами Великого Симарона в зал врывается Герард и нападает на Саралеги. Не осознавая, что это ловушка, Юри выбегает из потайной комнаты и пытается спасти Саралеги. Увидев Мао, посланцы Великого Симарона требуют, чтобы Саралеги выдал Мао. Саралеги соглашается. Когда Юри и Саралеги идут к лагерю Ланжила чья-то стрела пронзает Саралеги. Юри приходит в ярость и сметает войска Великого Симарона. |                                                                                        |            |
| 99 | Горечь расставания «Nigai wakare» (苦い別れ)                                           | 18.09.2008 |
| Саралеги был тяжело ранен, но остался жив, а Бериас своей лечебной магией вернул ему силы. К Саралеги снова приходят посланники короля Ланжила и требуют от короля Малого Симарона объяснений, почему здесь находился Мао. Саралеги заверяет их, что Мао хотел вбить клин между Великим Симароном и Малым, и принудить к альянсу с Син Макоку. Но Саралеги остался верен Великому Симарону. Юри приходит в себя и со своими друзьями отправляется домой. Но как только они отплывают от берега, на них нападает флот Великого Симарона и начинает их обстреливать. К ним на помощь приходит флот Син Макоку во главе с Гвенделем. |                                                                                        |            |
| 100 | Члены «круглого стола» «Entaku no hitobito» (円卓の人々)                               | 09.10.2008 |
| После того, как Юри вернулся в Син Макоку, он узнал, что в королевском замке собрались главы 10 благородных семей страны, которые являются членами «круглого стола». И перед ними Юри должен был отчитаться, почему он, не посовещавшись с ними, поехал в земли людей. Но вместо заседания Юри предложил им сыграть в прятки Истинного короля. Если они смогут развлекаться вместе — смогут понять лучше друг друга. Играя вместе со всеми, Юри удается сплотить. |                                                                                        |            |
| 101 | Похищение Эру «Eru yuukaijiken» (エル誘拐事件)                                         | 16.10.2008 |
| Мурата и Юри переносятся в Син Макоку, с ними отправляется и Сори. Но они попадают не в храм Истинного короля, как обычно, а в озеро посреди леса, который принадлежат Гейгену Хьюберу Бришелле. Он со своей женой Николой и их маленьким сыном встречает их около озера и приглашает в гости. Случайно Юри узнает, что у Хьюбера и Николы так и не было свадьбы, и решает её устроить. После проведения церемонии, Эру начал сильно плакать, и Сори вызвался присмотреть за ним. Отлучившись на минутку, он оставил малыша Кохи, а вернувшись, обнаружил, что Эру похитили. Он кидается в погоню за похитителями. |                                                                                        |            |
| 102 | Избранный «Erabareshi mono» (選ばれし者)                                               | 23.10.2008 |
| Сори настигает похитителей около моста. Своей магической силой он вырывает малыша из рук бандитов и возвращает родителям. Подоспевшие к месту событий Мурата и Юри узнают в похитителях членов общества «Белые во́роны» во главе с Джениусом. Зная, как опасны «Белые во́роны», Мурата предлагает перевезти Эру в королевский замок, где будет проще обеспечить безопасность ребенка. К ним присоединяются Конрад и Вольфрам. По дороге в замок на карету нападают «Белые во́роны», Сори отстает от всех, решив задержать бандитов в одиночку. Он встречается с лидером общества, в котором узнает Великого Мудреца. Джениус, увидев могущество Сори, понимает, что старший брат Мао лучше подходит для их целей, чем маленький ребенок. |                                                                                        |            |
| 103 | Погоня в пустошах «Arano no tsuiseki» (荒野の追跡)                                     | 30.10.2008 |
| Сори был похищен «Белыми воронами». Мурата подозревает, что «Белым во́ронам» нужен не конкретный человек, а любой, если у него есть мощные магические силы, поэтому вместо Эру они теперь похитили Сори. Гвендель возглавляет операцию по поиску Сори, а Мурата остается в замке и пытается понять, как поступит Джениус. Солдаты Син Макоку настигают карету, в которой едет Джениус и Сори, но Джениус, рискуя жизнью бросает карету в пропасть и переносит Сори своей магической силой в лес. Откуда Сори в бессознательном состоянии привозят на берег моря, чтобы дальше отправить на паруснике. Здесь их настигает поисковая операция, возглавляемая Гвенделем. Чтобы дать возможность Джениусу сбежать с Сори, «Белые во́роны» используют очень сильную магию, с которой не справляется ни Гвендель, ни Вольфрам. Юри приходит в ярость, и весь свой гнев обрушивает на парусник, который уже вышел в море. Но увидев на нём Сори, Юри усмиряет свои силы, чтобы не навредить брату. |                                                                                        |            |
| 104 | «Белые во́роны» «Shiroi karasu» (白い鴉)                                                | 06.11.2008 |
| Мурата считает, что Джениус направляется в Великий Симарон. Неизвестно для чего «Белым во́ронам» понадобился Сори, но то, что Джениус действует не по указанию короля Ланжила уже ясно. Служба королю Великого Симарона была лишь прикрытием для основных целей «Белых во́ронов». Это понял и Ланжил, он приказывает найти Джениуса и его людей, и уничтожить их. Юри с Конрадом, Вольфрамом и Муратой отправляется в Великий Симарон. Гвенделю и остальным надо думать о других важных вещах — подготовке к войне с Великим Симароном. |                                                                                        |            |
| 105 | Священный меч «Shinken» (神剣)                                                         | 13.11.2008 |
| Юри с Конрадом, Вольфрамом и Муратой прибывает в Великий Симарон и встречается там с Йозаком и Адельбертом. Адельберту удалось внедрить в общество «Белые во́роны» своего человека — Вильму и теперь они знают, где место базирования «Белых во́ронов». Все вместе они отправляются туда. Войска Великого Симарона во главе с Ланжилом тоже отправляются в это место. Джениус приводит Сори в древний дворец, где его встречает женщина по имени Алазон. Она рассказывает Сори, что она — королева Сейсакоку. 2 тысячи лет назад королевство было изолировано от всего остального мира, и его покой защищал священный меч. Но меч был украден, и королевство стало приходить в упадок. Королева со своей свитой отправилась на поиски меча. Теперь меч найден, но он почти потерял свою силу. Нужен человек с сильной марёкой, чтобы восстановить его силу. Юри с Конрадом, Вольфрамом, Муратой, Йозаком и Адельбертом приходят во дворец. Юри с Конрадом отправляются на поиски Сори. |                                                                                        |            |
| 106 | Ритуал призыва «Hatsudou» (発動)                                                       | 20.11.2008 |
| Армия Великого Симарона обстреливает дворец. Становится слишком опасно, и Юри с остальными решает покинуть это место. «Белые во́роны» пытаются оказать сопротивление солдатам Великого Симарона, но силы не равны. Алазон выводит Сори на балкон дворца и показывает ему побоище. Сори решает спасти людей, он вызывает свою силу, перелетает на место перед дворцом и втыкает меч в землю — это вызывает необыкновенно быстрый рост растений, они обвивают солдат и превращают их в зеленые статуи. Юри услышав шум, решает вернуться назад во дворец. Он обнаруживает Сори на вершине холма в невменяемом состоянии. Юри своей магией спасает своего брата и чудовищная трава исчезает — это была лишь иллюзия. Джениус забирает меч и вместе с Алазон исчезает в недрах дворца. |                                                                                        |            |
| 107 | Грань воображения «Omoi no hate» (思いの果て)                                          | 27.11.2008 |
| Вернувшись в Син Макоку, Юри узнает, что Сори должен все рассказать на совете 10 благородных домов. Но Сори уверяет, что он ничего не помнит и не знает о священном мече. Совет приказывает посадить Сори под домашний арест. Саралеги присылает письмо Юри о том, что Великий Симарон требует от Малого Симарона предоставить войска для войны с Син Макоку. Но он, Саралеги, ведет подготовку мирных переговоров между Син Макоку и Великим Симароном. Конрад убеждает Сори больше доверять Юри и Сори наконец рассказывает совету, для чего был нужен священный меч. А Конрад отправляется в Малый Симарон вместо Юри. |                                                                                        |            |
| 108 | Война! «Kaisen» (開戦)                                                                 | 04.12.2008 |
| Мурата предлагает Юри попасть на корабль Ланжила и попробовать договориться с ним. С помощью магических сил Юри, Мураты и Сори они отправляются через пространство. Но случайно попадают на корабль короля Малого Симарона. Саралеги выводит Юри на палубу, демонстрирует ему приготовившиеся для сражения оба флота: Син Макоку и Великого Симарона. Саралеги гипнотизирует Юри — он приходит в ярость и обрушивает всю свою силу на флот Ланжила. |                                                                                        |            |
| 109 | Отречение Мао «Maou yamemasu» (㋮王辞めます)                                           | 11.12.2008 |
| Увидев, что Саралеги лишь использовал Юри для достижения своей цели, Сори хватает Юри в охапку и бросается в воду, Мурата прыгает за ними. Но Юри и Сори переносятся на Землю, а Мурата — в храм Истинного короля. Юри, раненый в самое сердце предательством Саралеги, не может перенестись в Син Макоку, как ни старается. Его гнев, разочарование и уныние не позволяют ему использовать свою марёку для перемещения. Юри просыпается утром и обнаруживает, что он стал взрослым, работает в обычной компании, его родители постарели, а Сори стал мэром Токио и ничего не знает ни о Син Макоку, ни о том, что он — будущий Мао Земли. Вначале Юри кажется, что так даже лучше. Но потом он неожиданно понимает, что его ждут в Син Макоку и надеются на него. Сделав свой выбор, Юри вновь возвращается в своё прошлое, и переносится в Син Макоку. |                                                                                        |            |
| 110 | Пронизывающий голубой ветер «Fukinuke ru aoi kaze» (吹き抜ける青い風)                  | 18.12.2008 |
| Конрад уезжает в Великий Симарон, и с помощью Адельберта и его людей, организовывает там беспорядки. Политика Ланжила была непопулярна с самого начала его правления и сейчас, благодаря действиям Конрада, власть короля ослабела ещё сильнее. Вольфрам отправляется в Великий Симарон, чтобы найти брата. Он встречается с Конрадом и уговаривает вернуться в Син Макоку. По дороге домой, на границе с Франсиром они встречаются с Бериасом, который вызывает Конрада на дуэль. Но Конрад выбивает меч из его рук. Бериаса привозят в Син Макоку, как пленника. |                                                                                        |            |
| 111 | Неожиданное воссоединение «Yokisenu saikai» (予期せぬ再会)                             | 25.12.2008 |
| Юри посылает Саралеги письмо о том, что Бериас теперь в Син Макоку. Саралеги приезжает в Син Макоку, чтобы забрать Бериаса. Поздно ночью кто-то усыпляет стражу и в замке появляется королева Алазон. Она пытается забрать с собой Юри. Но Бериас останавливает её. Алазон исчезает. |                                                                                        |            |
| 112 | Священное королевство «Sei naru oukoku» (聖なる王国)                                   | 08.01.2009 |
| Бериас рассказывает, что королева Алазон его старшая сестра и мать Саралеги. Отец Саралеги — король Малого Симарона, Гилберт. Когда священный меч Сейсакоку был потерян королева Алазаон вместе с Бериасом отправилась его искать, а Гилберт забрал сына в Малый Симарон. Чтобы вывести Саралеги из депрессии, Юри решает познакомить его с Гретой и показать замок. |                                                                                        |            |
| 113 | Обещание, которое нельзя выполнить «Kanawanu yakusoku» (叶わぬ約束)                    | 15.01.2009 |
| Саралеги предлагает Юри возобновить союз Малого Симарона с Син Макоку, но на других условиях. После тех беспорядков, которые возникли в Великом Симароне, Ланжил, вероятно, долго у власти не продержится. А поскольку он устранил всех претендентов на престол, выборы нового короля будут затруднительны. Саралеги хочет объединить оба Симарона и стать во главе объединенной страны. И пока он будет это делать, он просит Юри не мешать ему. Гвендель требует время на размышления. После того, как Алазон исчезла из замка, все ждут нового нападения. И оно не заставляет себя ждать. Около замка появляется Джениус, он создает громадных чудовищ, которые нападают на город, разрушают дома. А сам Джениус отправляется в храм Истинного короля, где его встречает Мурата. Мурата знает, чего хочет Джениус: встретиться с Истинным королём — таково было желание настоящего Джениуса 2 тысячи лет назад. Но сейчас все иначе — Властелин уничтожен, Великий Мудрец и его воспоминания больше не нужны. Ульрике и её жрицы окружают Джениуса барьером, чтобы он не мог попасть в храм. А Истинный король появляется перед Джениусом и выбрасывает его своей силой за пределы храма. |                                                                                        |            |
| 114 | Истинная сила «Makoto no chikara» (真の力)                                             | 22.01.2009 |
| Юри собирается встретить королеву Алазон, как гостью. Когда она приходит во дворец, то спокойно проходит мимо охраны и входит во дворец. Юри соглашается помочь ей, несмотря на то, что может погибнуть. Но как только он пытается взять меч, Саралеги выскакивает перед ними и хватает меч. Неожиданно меч оживает и своей невероятной силой заставляет расти все растения в замке с ужасающей быстротой. Саралеги, решив, что он — настоящий хозяин меча, обвиняет Алазон в том, что она бросила его из-за того, что он не имел нужной ей силы, а оказалось, что эта сила у него есть. Но Алазон требует, чтобы Саралеги отдал меч Юри. Саралеги приходит ярость и собирается убить свою мать. Но Юри разбивает барьер, окружающий их и пытается его остановить. Саралеги исчезает из замка вместе с мечом. |                                                                                        |            |
| 115 | Крик печали «Kanashiki houkou» (悲しき咆哮)                                            | 29.01.2009 |
| Саралеги попадает в город и находит умирающего Джениуса. Он понимает, что Джениуса бросили также, как его, Саралеги. Он решает отдать Джениусу ту силу, которую желала его мать. Саралеги мечом вливает в Джениуса силы, и он превращается в существо невероятного могущества. Волны разрушения начинают исходить от него и одна готова ударить Саралеги, но его мать, Алазон, неожиданно закрывает его своим телом. Саралеги не может понять, почему его мать так сделала, почему она защитила его. На город вновь нападают чудовища, ещё больше и сильнее, чем прежде. Джениус отражает любой удар. Юри, увидев это выходит из дворца, обретает свою силу и поднимается в небо, чтобы противостоять Джениусу. Но Джениус кажется сильнее и тогда в небе появляется фигура Истинного короля. |                                                                                        |            |
| 116 | Там, где тебя ждут «Kaeru basho» (帰る場所)                                            | 12.02.2009 |
| Истинный король решает уничтожить Джениуса вместе с собой. Но Юри прерывает их и заявляет, что все их дела в прошлом мало стоят, а король этой страны — он, Юри. Джениус уже не может контролировать свою силу и отшвыривает Истинного короля. Юри решает проникнуть в душу Джениуса и принести в неё покой. Внешняя оболочка Джениуса разрушается и, соединяясь с силой Юри, превращается в светящийся исцеляющий дождь. Частички этого дождя падают на умирающую Алазон и на священный меч. У меча вновь появляется его сила и эта сила возвращает Алазон к жизни. Уничтожив Джениуса, Юри передал его душу Мурате, и он сохраняет эту душу в себе. |                                                                                        |            |
| 117 | До новой встречи «Mata aeru hi o <owari>» (㋮た会える日を)                             | 19.02.2009 |
| После битвы с Джениусом Юри долго не приходит в себя. Тогда Саралеги предлагает свою помощь. Он вливает священным мечом силы в Юри, и Юри приходит в сознание. Юри победил Джениуса, но истратил всю свою марёку на это. Истинный король тоже истратил почти все свои силы. Теперь Юри, Мурата и Сори не могут вернуться домой. Кроме того, Мао без марёки может стать проблемой для управления страной мадзоку. Но 10 благородных домой на своем совете поддерживают Юри, и хотят, чтобы он остался королём Син Макоку. Поскольку Юри потерял свои силы, он не может помочь Сейсакоку, и тогда Саралеги помогает вернуть священный меч в страну. Юри вместе со своими друзьями завтракает во дворе замка. Вольфрам, в очередной раз приревновав Юри, кидается за ним, Юри убегает, встает на бортик бассейна, Мурата и Сори подбегают к нему — все вместе они падают в бассейн и переносятся на Землю. Хотя силы Юри были истощены, они не пропали навсегда. И возможность перемещаться между мирами тоже.... |                                                                                        |            |

## OVA «R»
Саралеги, король Малого Симарона, ищет дружбы с Юри, чтобы использовать его силу в своих интересах.
OVA состоит из 5 серий, три из которых (2-4 серии) не связаны ни с основным сюжетом, ни друг с другом.
| 01 | Юный король Малого Симарона (часть 1) «Sho Simaron no shounen ou (mae hen)» (小シマロンの少年王（前編）) | 26 октября 2007 года |
| Юри с Конрадом, Вольфрамом и Гюнтером приезжает в Калорию по приглашению Флурин, главы Калории. Они отправляются на горячие источники. По дороге они встречают всадника в маске, Конрад остается решить эту проблему. Но всадник быстро ретируется с места встречи. В термальных банях Юри встречается с Йозаком, которого послал Гвендель, чтобы присмотреть за Юри. Гюнтер и Вольфрам остаются в гостинице, потому что хосёки, которые вделаны в стены термальных бань, лишают сил чистокровных мадзоку. В бани Юри отправляется вместе с Конрадом и Йозаком. Но Конрад, услышав что-то подозрительное, отстает от них. В банях Юри встречает короля Малого Симарона, Саралеги, который специально прибыл сюда, чтобы встретиться с Юри и договориться о союзе Малого Симарона с Син Макоку. Наблюдая за успехами Юри в налаживание добрососедских отношений со странами людей, у Саралеги появилась надежда найти в лице Син Макоку надежного партнёра для противодействия Великому Симарону. Саралеги приглашает Юри посетить Малый Симарон. Юри отправляется туда вместе с Конрадом, Вольфрамом и Йозаком, оставив Гюнтера в гостинице. | |                      |
| 02 | Королевское одобрение «Eikan ha dare ga tame ni» (栄冠は誰がために)                                      | 30 ноября 2007 года  |
| После уничтожения Властелина было решено устроить праздник — турнир лучших бойцов. На турнир прибыл Альфорд и Адельберт фон Грантц, которым очень хотелось сразиться с Конрадом. Пока Адельберт и Конрад дрались на мечах, в замок проникли воры, дорогу которым преградили Йозак и Гвендель, так что ворам ничего не оставалось, как выбежать на арену к бойцам. Негодяям не повезло — на арене присутствовали лучшие бойцы этого мира, которые легко разделались с ворами. Но один вор решил взять в заложники Николу и её маленького сына. Это разозлило Юри, и он своей магической силой наказал преступника. | |                      |
| 03 | Суховей «Kawaita kaze» (乾いた風)                                                                        | 28 декабря 2007      |
| При реконструкции храма Истинного короля случайно было найдено магическое устройство, которое может показывать будущее для двух влюблённых. Вначале это устройство решили попробовать на Хьюбере и его жене Николе, но оно не сработало, как следует. Мурата знал, что устройства будет работать в полную силу только при активации его с помощью демонического зеркала Макё. Ночью Вольфрам достал зеркало, прокрался в спальню к Юри, оглушил его и решил проверить, какое будущее их ждет. | |                      |
| 04 | Дева любви «Ai no otome» (愛の乙女)                                                                      | 29 февраля 2008      |
| Во время ремонта комнаты в королевском замке был найден кокон мишкопчелы. А со всех сторон стали поступать сообщения, что драконы в Син Макоку взбесились и разрушают все вокруг. Это происходит раз в тысячу лет и чтобы усмирить драконов, нужно отдать им кокон мишкопчелы. Но все против этого, особенно Вольфрам. Стая драконов прилетает в столицу и стала все крушить. Юри своей магической силой пытается их остановить, но у него ничего не получается. Из кокона вылупилась мишкопчела, за ней в погоню бросились все драконы. Но Гвенделю удалось защитить мишкопчелу и она, превратившись в множество маленьких мишкопчел, усмирила ярость драконов. | |                      |
| 05 | Юный король Малого Симарона (часть 2) «Sho Simaron no shounen ou (go hen)» (小シマロンの少年王（後編))   | 28.03.2008           |
| Юри вместе с Конрадом и Вольфрамом приезжает в королевский дворец в Малый Симарон. Саралеги постоянно говорит о союзе с Син Макоку, но не предлагает никаких реальных шагов. Наконец, Саралеги показывает своё истинное лицо: он гипнотизирует Вольфрама, и подчиняет его полностью своей воле. Бериас вызывает Конрада для разговора во двор и нападает на него, используя не только свои мечи но и ходзюцу. На помощь Конраду приходит Адельберт, Гюнтер и Йозак, которым удалось пробраться в замок. Саралеги в открытую признается Юри, что хочет использовать силу Мао в своих интересах. Юри решает наказать его, но его сил не хватает. Мурата и Сори приходят к нему на помощь. Благодаря им, Юри получает огромную силу и обрушивает её на Саралеги. И только подоспевший Бериас, телохранитель короля, спасает его. | |                      |